# 约翰·亚当斯
约翰·亚当斯（英語：John Adams，1735年10月30日—1826年7月4日）是美国开国元勋、政治家、律师、外交官、作家，1797至1801年当选第二任美国总统。他是美國革命重要领导人，带领美国从英国独立，曾任驻欧外交官。他两次当选美国副总统，1789至1797年在乔治·华盛顿总统手下任职。亚当斯认真撰写日记，定期与同代许多要人通信，包括他的夫人兼顾问艾碧該·亞當斯、好友兼宿敌托马斯·杰斐逊。
亚当斯革命战争前是执业律师，积极参与政治活动。他致力推动辩护权和无罪推定，波士顿大屠杀后顶住民众反英情绪压力，为面临谋杀指控的英国军人辩护并取得无罪判决。他是马萨诸塞湾省大陆会议代表、革命战争领导人，1776年协助杰斐逊起草《独立宣言》。亚当斯在欧洲折冲尊俎，推动谈判与英国达成和约，取得至关重要的政府贷款。他还是1780年《马萨诸塞州宪法》主作者，与著作《关于政府的思考》一样对《美国宪法》颇具影响。
担任合众国首任副总统八年后，亚当斯1796年当选第二任美国总统，是史上仅有的聯邦黨总统。他的四年任期遭遇民主共和黨激烈抨击，宿敌亚历山大·汉密尔顿为首的联邦党人也好不到哪儿去。美国与法国1798年不宣而战，亚当斯签署极具争议的《客籍法和镇压叛乱法》，壮大美国陆军并建立美國海軍。他任内搬进新建成的总统府（今称白宮），是首位入主白宫的总统。
亚当斯1800年竞选连任，但联邦党人反对，杰斐逊的支持者指责他专制，最终副总统兼昔日好友杰斐逊上台，亚当斯卸任后回归马萨诸塞州。他主动给杰斐逊写信化敌为友，两人持续通信14年。亚当斯与夫人子女众多，许多后代当上政治家、外交官，史家称“亚当斯政治家族”，第六任美国总统约翰·昆西·亚当斯便是两人之子。1826年7月4日是《独立宣言》签署50周年，亚当斯在杰斐逊去世数小时后与世长辞。前12任美国总统只有亚当斯父子没有奴隶，针对史家与学者的民调一直把亚当斯排在历任总统前列。

## 早年经历和教育

### 童年

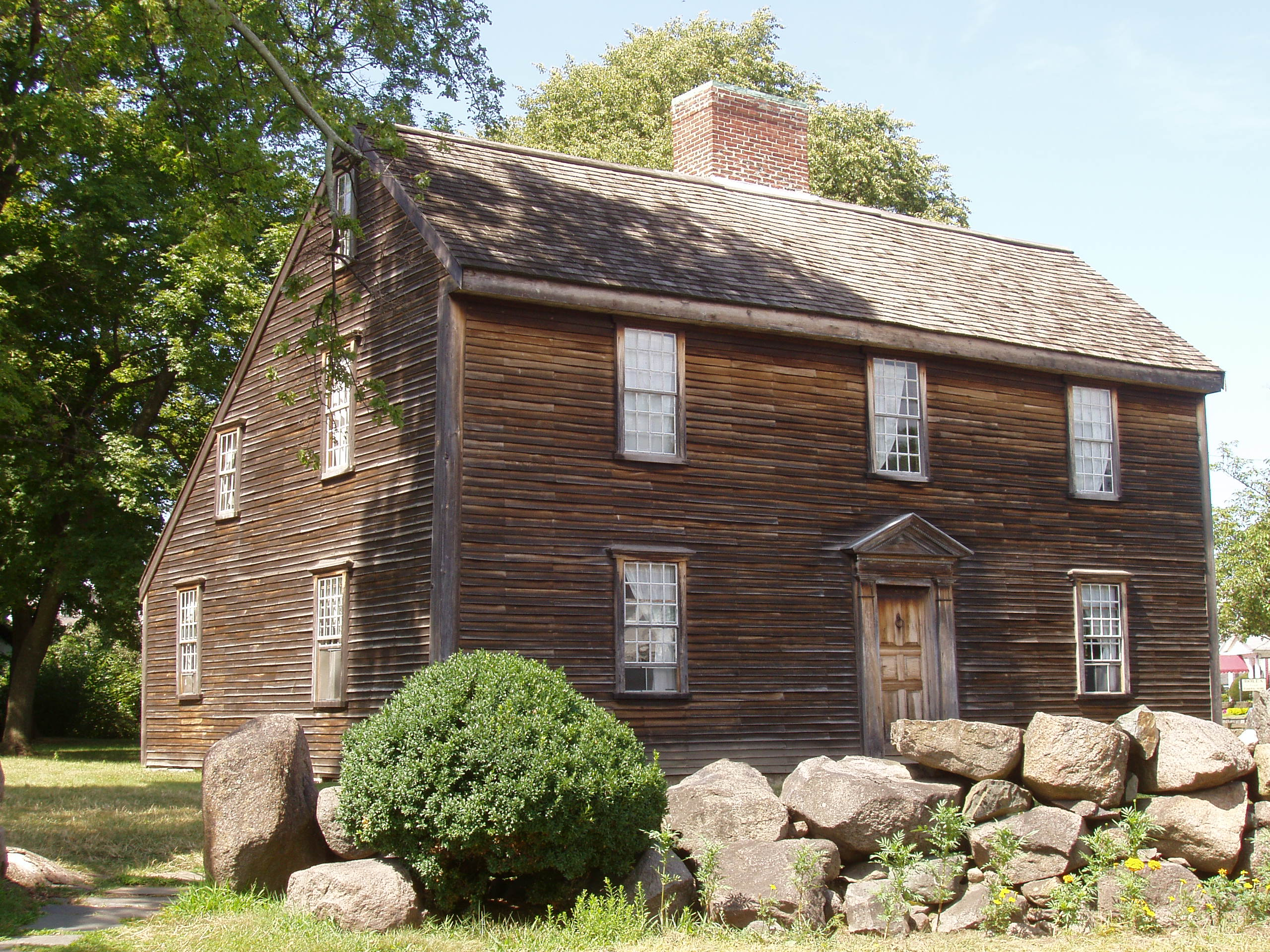
位于马萨诸塞州昆西的亚当斯诞生地

约翰·亚当斯1735年10月30日（旧历1735年10月19日）生于马萨诸塞湾省布伦特里的家族农场:317，是父亲老约翰·亚当斯和母亲苏珊娜·博伊尔斯顿的长子，两个弟弟分别叫彼得（1738至1823年）和伊莱休（1741至1775年）:11。老约翰是公理会教堂执事和民兵中尉，靠务农并做鞋养家糊口；苏珊娜来自今布鲁克莱恩数一数二的医学家族:29–30。老约翰还担任镇委员，负责监督学校和道路建设。亚当斯对父亲赞不绝口，经常回忆父子亲情:11–14。他父辈祖上是英格兰人，高祖父亨利1638年左右从布倫特里移民马萨诸塞湾省:29–30。
亚当斯的成长环境趋于温和，自认应该维护传统。清教徒对当地文化、法律、传统影响极大，亚当斯的父母都是信徒。他出生时宿命论之类清教徒信条基本消亡，清教徒许多严厉的习惯已经缓和，但亚当斯仍将传统视为“承载自由、仍具神圣紧迫感的事业”。据他回忆，父母以“蔑视和恐惧对待所有放纵行径”引发的“耻辱、下贱、破灭画面”:11。亚当斯多年后自认童年时代享有人生最大的幸福：母亲非常希望而且有能力塑造孩子的品行。
亚当斯身为长子必须接受正规教育，六岁开始在教师开办的家庭小学就读，主要教材是《新英格兰启蒙读本》。不久他拜入布伦特里拉丁语学校约瑟夫·克莱弗利门下，学习拉丁语、修辞、逻辑、算术。亚当斯儿时多次逃课且不喜欢老师，希望长大后务农为生。父亲最后命令他“遵从我的期望”留在学校，所幸孩子对老约翰聘请的新校长约瑟夫·马什颇具好感。:12–14

### 高校与成年
1751年，16岁的亚当斯进入哈佛學院，拜入约瑟夫·梅休门下:35。成年之际他醉心学术，研究修昔底德、柏拉图、西塞罗、塔西陀的原文著作:13。他没有遵从父亲的希望献身神职:16，1755年毕业并获文学学士学位后一边在伍斯特教书，一边思考此生如何安身立命。此后四年他争取成名，渴望获得超出同龄人的“荣誉和声望”，决心名垂青史。他决定当律师实现目标，在写给父亲的信中表示不少律师“成就高尚和英勇”，神职人员往往是“纯粹的蠢蛋假装圣洁”。他的抱负与清教徒立场冲突，促使人们对他自认“虚有其表”、无法感受“同龄人幸福”的说法心持保留。:17–18
1754年英法北美战争爆发，许多同龄人为赚钱投身战场，19岁的亚当斯心中颇感挣扎。他多年后表示虽说很想当律师，但程度还远不及此时他有多么想当兵。身为长子，他没有尽责保持家族美德，甚至从未担任民兵军官。:21

### 律师事业与婚姻
亚当斯1756年拜入伍斯特大牌律师詹姆斯·普特南门下学法律:19，1758年获哈佛学院文學碩士，次年通过律师资格考试:44。他早早养成习惯在日记叙述遇到的人和事，如1761年小詹姆斯·奥蒂斯质疑英国颁布协查令状、授权英国人不予通知无理搜索殖民地房屋的法律论证。奥蒂斯的论证促使亚当斯投身北美殖民地独立。:46
波士家商界对皇室为打击殖民地走私发布的协查令状心惊不已，该状相当于无限制搜查令，要求地方治安官甚至普通公民协助闯入殖民者住宅、遵从海关官员任何要求。愤怒的商人聘请奥蒂斯在法庭质疑协查令状，奥蒂斯以此次演讲青史留名，他引经据典，大憲章、自然法、殖民者“身为英格兰人的权利”都是有力论据。
法庭判决殖民地商人败诉，点燃美国革命星星之火。奥蒂斯的论述在各殖民地出版，激发殖民地人权呼声。青年律师亚当斯在拥挤的法庭观摩庭审，深为奥蒂斯的表现和法律论述感动，多年后表示“独立的念头就在那时诞生”。
1763年，亚当斯为波士顿报纸撰文七篇，探讨政治理论的方方面面。文章均署筆名“汉弗莱犁地慢跑者”，字里行间嘲讽自私且渴望权力的马萨诸塞湾殖民地精英。:36–39亚当斯早年不如堂兄塞缪尔·亚当斯出名，但担任宪法律师的工作成果、对历史的精通与分析、对共和主义的拥护都令他影响越来越大。亚当斯知道自己冲动易怒，常对从政构成不利影响。:16
亚当斯18世纪50年代末喜欢上汉娜·昆西，两人独处时他准备求婚，但朋友突然出现导致时机流逝。1759年他遇见15岁的远房表妹阿比盖尔·史密斯，好友理查德·克兰奇此时在追求阿比盖尔的姐姐。亚当斯本对阿比盖尔三姐妹不感冒，日记里称三人不“讨喜、不坦诚、不直率”。:51–52但时间足以改变印象，他与阿比盖尔不顾女方目中无人的母亲反对在1764年10月25日成婚。两人志趣相投，都喜欢书籍而且一直能真诚地相互赞扬或批评。1761年老约翰去世，亚当斯继承3.8公顷农场并与夫人搬入大宅住到1783年。:55–56亚当斯与阿比盖尔共有六个孩子，1765年出生的长女也叫阿比盖尔，昵称“纳比”:58；次子约翰·昆西·亚当斯1767年出生，与父亲一样当上美国总统:57；三女苏珊娜1768年诞生，四子查尔斯生于1770年，五子托马斯1772年:71，幺女伊丽莎白1777年:171–172。苏珊娜一岁时夭折:71，伊丽莎白死产:171–172。三个儿子都当上律师但只有约翰·昆西混得风生水起走上从政之路，查尔斯和托马斯的事业都没有起色，染上酒瘾后英年早逝。亚当斯所留文献没表达对子女命运的感受。:634–635

## 革命战争前

### 反对印花税法
为支付英法战争开支，英国议会完全没有征询殖民地议会意见就强行颁布《印花税法》，要求殖民地为加盖印花税的文献缴纳直接税，亚当斯引领殖民地普遍反对新法并由此成名。《印花税法》执法权属英国附属海军法院，而非普通法法院:72–76。附属海军法院审判无须陪审团，可谓极其不得人心。新法产生高额经济成本，实施前又未经殖民地同意，反对声浪愈演愈烈，暴力抗法时有发生，执法阻力很大:72–76。亚当斯1765年致信布伦特里驻马萨诸塞湾省议会代表，文件人称《布伦特里指示》，声称《印花税法》剥夺所有英格兰人都享有（且所有自由人理应享有）的两项基本权利：征税前必须征得同意，陪审团审判。该文简明扼要地捍卫殖民者权利和自由，成为其他城镇同类文献范本。:55–56
同年八月，亚当斯再度用笔名“汉弗莱犁地慢跑者”撰文反对《印花税法》，单在《波士顿公报》就发表四篇文章。《伦敦纪事报》1768年以《美洲真实情感》为题再版他的文章，又名《论教会与封建法》。亚当斯12月向总督和议会演说，宣称马萨诸塞湾省在英国议会没有代表，故《印花税法》无效。:59–61:39他指出，波士顿牧师乔纳森·梅休援引羅馬書为起义辩护，反对《印花税法》的布道激起许多人起立抗议。写作极力反对《印花税法》同时，亚当斯回绝群众抗议运动领袖塞缪尔·亚当斯的意图，不卷入暴民行径和公众示威:47–49。1766年，布伦特里镇大会推举亚当斯为镇委员:63。
1766年初《印花税法》废除，殖民地与英国的紧张关系暂时缓解:62–63。亚当斯搁下政治，1768年4月带家人迁居波士顿后专心当律师。一家人在布拉特街租下当地人称“白宫”的木板房，居住一年后搬到冷巷，后又迁至市中心布拉特尔广场的大房子。:57随着杰里米·格里德利去世，奥蒂斯精神失常，亚当斯成为波士顿头号律师:63。

### 波士顿大屠杀：英军辩护律师

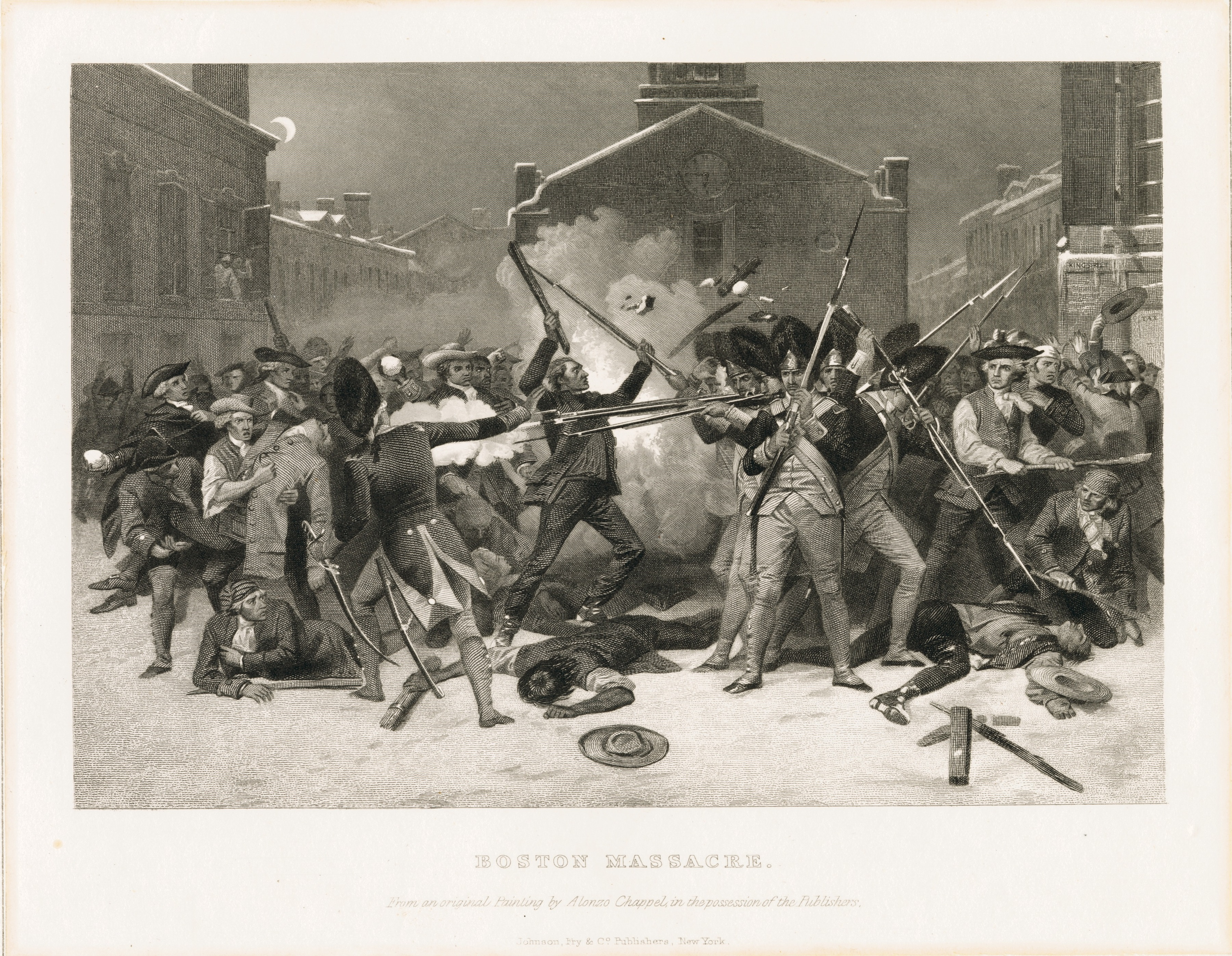
1770年波士顿大屠杀，阿隆佐·查佩尔绘

英国1767年通过汤森法案，局势再趋紧张，暴力活动增多促使英国向殖民地增兵:57–59。1770年3月5日，暴民靠近落单的英军哨兵，八名战友前来增援，但四周群众增至数百。暴民向军人投掷雪球、冰块、石头，混乱中军人开火打死五人，史称波士顿大屠杀。军人被捕并控以谋杀，其他律师都不愿出手辩护，深信任何人都有权接受公正审判并获律师辩护的亚当斯不顾此举可能危及声誉挺身而出。为缓和民众情绪，庭审大幅延迟。:65–66
部队长官托马斯·普雷斯顿10月24日开始受审，庭审持续一周后宣判罪名不成立，法庭无法证实他是否命令部下开枪:39。其他军人12月受审，亚当斯在庭上就陪审团裁决发表传奇演说，主张“事实非常顽固，无论我们如何期望、有何倾向、又有多么强烈的情感，都不能改变事实与证据”。他还指出：“保护无辜比惩罚罪人更重要，世上罪行太过频繁，根本不可能全部惩罚。但要是无辜者也被送上法庭并受惩罚甚至处死，那人们就会觉得‘清白者都得不到保护，行善还是为恶又有什么区别’。要是这等思潮占据公民身心，安全将不复存在。”法庭最终判决六名军人罪名不成立，直接向人群开火的两人判过失杀人罪，亚当斯辩护此案的报酬很少。
据传记作家约翰·弗林记载，亚当斯在陪审团选拔时“娴熟行使质疑个别陪审员的权利，精心设计易于操控的陪审团。好几位陪审员与英军关系密切，五人最后成为保皇党”。检方实力不佳，相比之下亚当斯表现极其出众。:69弗林推断亚当斯是为政治职务接受此案，三个月后波士顿在马萨诸塞湾省议会出缺，亚当斯是填补空缺的第一人选:67–68。
亚当斯的律师事业走向繁忙，花费时间大幅增加。1771年一家人搬到布伦特里，但办公室还在波士顿。搬家当天他言道：“家人走了，除办公室外我不需也不想去任何地方。不管早六点、晚九点乃至深夜，我都可能独自留在办公室，别的哪儿都不想去。”在波士顿工作一段时间后，他对乡村和家人所在的布伦特里颇为失望，觉得地方太庸俗，1772年8月就搬回波士顿，在法院街距办公室不远处买下很大的砖石住房。:74波士顿局势渐趋不稳，亚当斯一家1774年搬到农场，布伦特南的房子一直保留。

### 走向革命
亚当斯在美国开国元勋中趋于保守，觉得英国对殖民地的所做所为不当，但许多问题实际源于误导，公开暴动未免过火，以和平途径向英国其他地区请愿更合适:72–73。上述立场在1772年改变，英国皇室接替马萨诸塞湾省议会承担总督托马斯·哈钦森及手下法官薪酬。亚当斯在《波士顿公报》发文，声称此举将摧毁殖民地司法独立，令殖民地政府倒向皇室。哈钦森对议会不满报以警告，宣称英国议会权力绝对在殖民地之上，胆敢抵抗就是非法行径。约翰·亚当斯、塞缪尔·亚当斯、约瑟夫·霍利很快起草决议并经省议会众议院通过，宣扬面对暴政宁可独立。决议指出，殖民地宪章由国王颁发，直接向国王效忠，主权从未屈于英国议会之下。:78–80
1773年12月16日，殖民地商人针对不列颠东印度公司的茶叶垄断发动波士頓傾茶事件，成为殖民地反抗英国的历史时刻。英国“达特茅斯号”帆船满载茶叶停靠波士顿港，准备按英国新制定的《茶税法》卸货交税。当晚九点，抗议者已将价值约一万英镑的342箱茶叶倾倒入海。船主一度聘请亚当斯为律师，希望避免对货物被毁承担责任。亚当斯为摧毁茶叶喝彩，称赞此举乃殖民地抗议活动史上“头号盛事”，:92–94还在日记表示此举“绝对必要”。

## 大陆会议

### 大陆会议代表

约翰·特朗布尔画作《独立宣言》，描绘五人委员会向议会递交宣言草稿。亚当斯位于五人中间，手放在腰侧

英国颁布不可容忍法令企图惩罚马萨诸塞湾省殖民地、加强中央集权、防范其他殖民地叛变，第一届大陆会议经塞缪尔·亚当斯推动于1774年召开。马萨诸塞湾省议会选派四名代表，约翰·亚当斯不顾检察长乔纳森·苏厄尔极力恳求同意与会。:71:95–97
亚当斯抵达费城后很快加入23人组成的大委员会，负责起草信件向喬治三世申诉。各委员马上分为保守和激进两派。:107–108马萨诸塞代表团整体而言行事不主动，亚当斯一方面批评约瑟夫·加洛韦、詹姆斯·杜安、彼得·奥利弗等认为殖民地有义务忠于英国、主张和解的保守分子，但他此时的立场又与约翰·迪金森等保守派一致。亚当斯希望废除不可容忍法令，但此时仍觉得维系同英国的关系对殖民地有利。:128–130同期他又开始倡导陪审团审判权。亚当斯觉得其他代表自命不凡，心中颇为反感，在写给夫人的信表示：“我敢说，要是有人提出为三加二等于五达成决议并有人附议，大家也要花上整整两天从逻辑、修辞、法律、历史、政治、数学等各领域全面论证才能一致通过”。他最终推动保守派和激进派达成妥协:112。大陆会议向英王发出最后请愿书，公开支持沙福克决议表达对不可容忍法令不满后于十月解散。
亚当斯出门在外，独自照顾孩子的阿比盖尔生活不易，但在信里还是鼓励丈夫勤于事业：“我知道你对事做不到消极旁观，也不希望你这样。要是你迫于时势不得不拔剑出鞘，我期望前往那没有战争或战争遥言的国度，秉信天王慈悲，我们将欢庆团聚。”
列克星敦和康科德战役消息传来，亚当斯希望殖民地尽快独立。战斗过去三天后他骑马前往民兵营地，对官兵士气高涨颇感欣慰，同时又对装备和纪律太差心怀忧虑。:196一个月后他率马萨诸塞代表团回费城参加第二届大陆会议:87–88。大会代表基本分为保皇党、独立派、迟迟不愿表态派，亚当斯一度谨慎行事:90，确信大会正朝背离英国的正确方向前进。他表面主张“如果可行就和解”，但私下更认可本傑明·富蘭克林秘密观察所得结论：独立无可避免。:136
为促使各殖民地联合起来对抗大不列颠，亚当斯1775年6月提议弗吉尼亚殖民地代表乔治·华盛顿统领波士顿周边聚集的大军。他赞扬华盛顿的带兵能力和经验，以及“卓越的普世品格”:124。亚当斯反对会议采用橄欖枝請願書等力求殖民地与英国保持和平的手段:94–95，援引英国针对殖民地已是罄竹难书的种种行径指出：“在我看来，火药和大炮是我们最有效、最安定、最可靠的和解手段”。会议坚持颁布递交英王的呈请书，失望的亚当斯在私信嘲讽迪金森真乃“鬼混天才”，但信件落入他人之手，在保皇党报纸刊发。德高望重的迪金森甚至拒绝与亚当斯打招呼，后者受普遍排挤。:95–96据弗林记载：“1775年秋，大陆会议已经没有谁像亚当斯那样努力推动美国加速摆脱英国”:136。1775年10月，亚当斯当选马萨诸塞湾省高等法院首席法官，但他没有上任，1777年2月辞职。1776年，亚当斯针对大陆会议代表征询撰写《关于政府的思考》，为合众国宪法提供极具影响的框架:155–157。

### 独立
1776年上半年，亚当斯觉得殖民地宣布独立的步伐太慢，逐渐失去耐心:263。他忙于在大陆会议推动武装船只，以便突袭敌方舰船，下半年又为临时海军起草管理条例初稿:99–100，还为大会同僚理查德·亨利·李起草李氏決議文序言:37。他和弗吉尼亚代表托马斯·杰斐逊关系融洽，杰斐逊不像亚当斯那样早早支持独立，但1776年初已认定独立很有必要:113–117。亚当斯1776年6月7日附议李氏决议并表示：“殖民地是而且也应该是自由和独立的国家”:146。

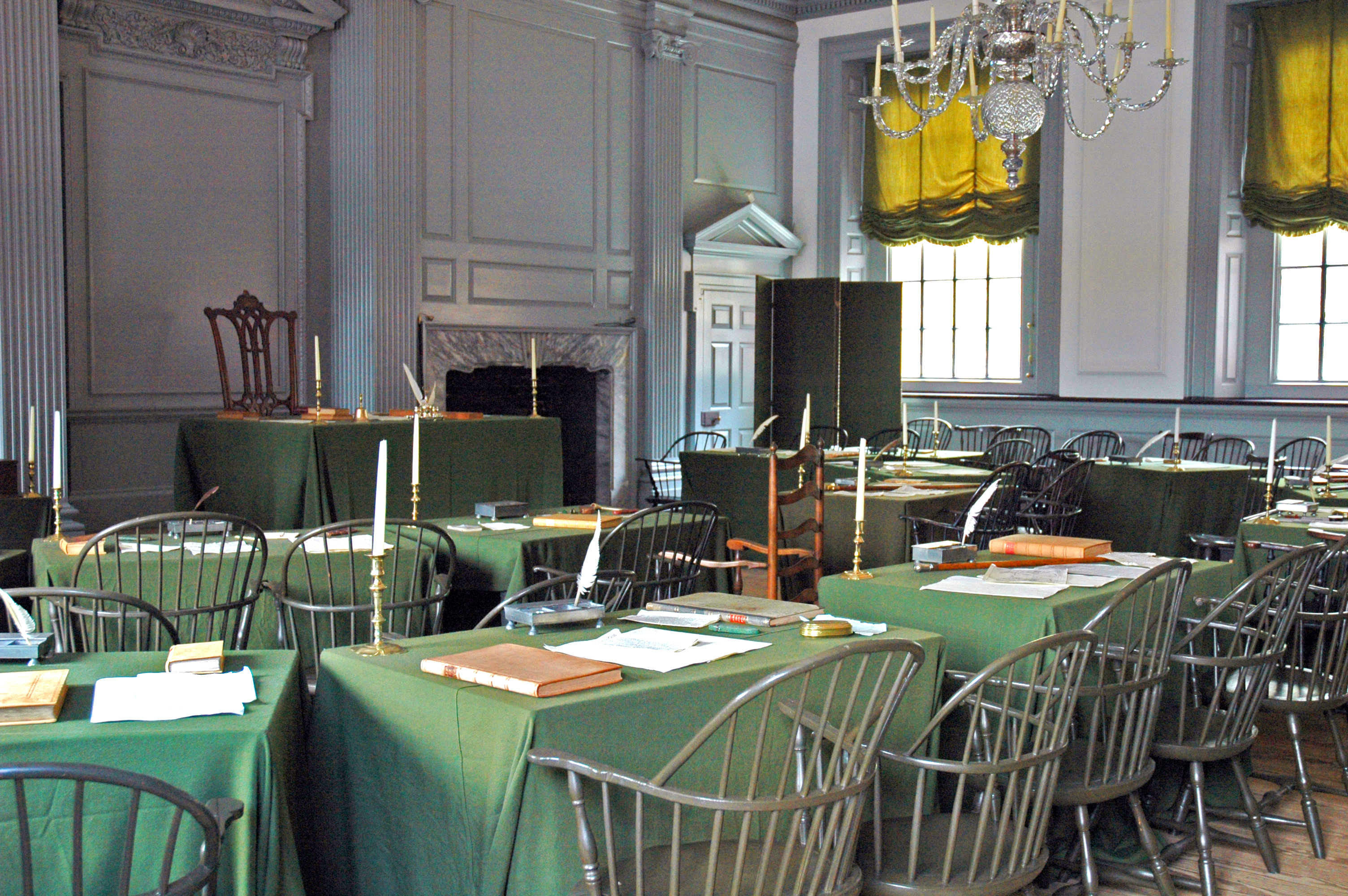
第二届大陆会议在费城独立厅会议室（图）通过《独立宣言》

殖民地宣布独立前，亚当斯组织并选派负责起草《独立宣言》的五人委员会。除自荐外，他挑选的四人分别是杰斐逊、富兰克林、羅伯特·R·李維頓、罗杰·谢尔曼。杰斐逊觉得该由亚当斯起草，但亚当斯说服其他委员推举杰斐逊。据亚当斯多年后回忆，杰斐逊当时曾言：“干嘛不写？应该你写。”亚当斯回答：“我不写，理由不充分。”杰斐逊反问：“那你有什么理由要我写？”答曰：“首先：你是弗吉尼亚人，注定是独立事业领袖；其次，我惹人生厌、怀疑、反感，你完全相反；第三，你文笔胜我十倍。”“好吧，”杰斐逊回答：“如果你已经决定，我尽力而为。”:119委员会没留会议记录，起草过程仍无定论。大量文献引述杰斐逊与亚当斯多年后的回忆，但两者叙述常有冲突。:97–105
初稿大多由杰斐逊执笔，亚当斯对最终定稿贡献很大:130–135。7月1日文献交大陆会议讨论，通过基本已成定局，迪金森等反对派还是竭力阻挠。不善辩论的杰斐逊基本没有发言，亚当斯积极发声推动大会通过。:127–128杰斐逊多年后盛赞亚当斯堪称“大陆会议支持（《独立宣言》）的顶梁柱，舌战群雄的头号倡导者和捍卫者”。经过修订，大会7月2日批准文献：12个殖民地投票赞成，纽约弃权，迪金森缺席大会:136。7月3日亚当斯致信夫人：“昨天美国史上最重要的问题已有定论，甚至可能是人类史上最重大的问题。”他预测“1776年7月第二天将是美国史上最值得纪念的篇章”，每年都会举行盛大庆祝活动。:128
亚当斯大会期间参与90个委员会，主持25个，两项均远超其他代表。正如本杰明·拉什所言，亚当斯是公认的“大陆会议第一人”。:163六月他执掌战争与军械委员会，负责准确记录大陆军军官及军衔、殖民地各地军队部署、弹药:266–267。亚当斯人称“单人战争部”，每天工作长达18小时，全面把握平民控制下军队组建、装备、部署的细节:41–42。身为委员会主席，他等于事实上的战争部长。他与大陆军大量军官持续通信，关注补给、弹药、战术，在信中强调纪律对维持军队有序的重要作用。:298–305亚当斯起草“条约计划”，根据大陆会议要求为美国与法国签约订立框架:41–42。繁重职责令他疲惫不堪，渴望家的温暖。他的财务状况很不稳定，身为大会代表的报酬连个人必要开支都不够，己方战事不利的危机令他无法离开岗位。:298
英国海军上将理查德·豪在8月27日長島會戰击败大陆军，自信取得战略优势，要求大陆会议派代表和谈。亚当斯、富兰克林、爱德华·拉特利奇组成的代表团9月11日在斯塔滕島和議与豪会面。:153–157:301豪主张的和谈前提是各州归顺，双方无法达成任何共识。豪宣称只能把美方代表视为英国臣民，亚当斯回答：“您爱怎么看我都行……但偏不能是英国臣民”。:157亚当斯多年后得知，自己是豪都无权赦免的美方人员:158。和议期间亚当斯对豪不以为然，预测美国终将胜利:164–165。十月返回布伦特里故居后，他1777年1月开始继续在大陆会议行使职责:308–312。

## 外交官

### 驻法使节
亚当斯在大陆会议提出，独立是贸易的必要条件，反之亦然，贸易对实现独立至关重要。他强烈敦促与法国谈判商业条约，随后与富兰克林、迪金森、弗吉尼亚州代表本杰明·哈里森、宾夕法尼亚州代表罗伯特·莫里斯受命负责“准备向外国提出的条约方案”。杰斐逊忙于《独立宣言》同时，亚当斯致力模範條約，授权与法国签订商业协议但不包含正式承认或军事援助，还包括美国承认的法国领土构成。条约遵守“航行自由”原则，中立国可开展互惠贸易，同时经商定豁免违禁品限制。美国财政1777年下半年已是举步维艰，英军九月击败华盛顿将军并占领费城。越来越多的美国人意识到只与法国做生意还不够，需要军事援助才有望结束战争。大陆军在萨拉托加战胜英军，美国人希望借此推动法国同意结盟。:189–190
亚当斯11月得知获大陆会议任命取代西拉斯·迪恩为驻法使节，到巴黎与富兰克林、亚瑟·李推动犹豫不决的法国人谈判结盟。主张亚当斯前往的詹姆斯·洛维尔认为富兰克林年纪偏大，安排年轻、“正直不折不扣”的亚当斯前往还能均衡美方使节年龄。亚当斯马上便在11月27日同意，还在写给洛维尔的信中表示只要“确信公众能够受益”就会接受，“不需要其他任何动机或理由”。阿比盖尔留在马萨诸塞州照看家庭，两人同意让十岁的约翰·昆西随父赴法，相信旅程对孩子长大成人必有“不可估量的价值”。:174–1761778年2月17日，亚当斯乘塞缪尔·塔克上校指挥的波士顿号巡防舰出发:177–179。一路风雨飘摇、危机重重，雷击导致19名水兵受伤，一人丧生；大炮故障又致一人死亡，五人受伤。面对多艘英国船只追击，亚当斯拿起武器协助俘虏其一。波士顿号4月1日抵达法国，亚当斯马上得知该国已在2月6日同意与美国结盟。:186–187
亚当斯对另外两位使节心存反感，觉得李偏执且愤世嫉俗，颇具人气和影响的富兰克林很没精神，对法国人过分恭维和迁就:198, 209。亚当斯在代表团扮演的角色不那么起眼，主要协助管理财务并保持记录:199。他对法方流于空谈、不给承诺颇感失意，12月致信法国外长夏尔·格拉维耶敦促法国海军奔赴北美支援。富兰克林淡化信件语气，但格拉维耶仍然视而不见。:210大陆会议1778年9月扩大富兰克林的权力，任命他为驻法全权公使，把李派到西班牙，亚当斯没有接到指示。明显的漠视令亚当斯非常失望，1779年3月8日带着孩子离开法国，:210–2138月2日抵达布伦特里:218。

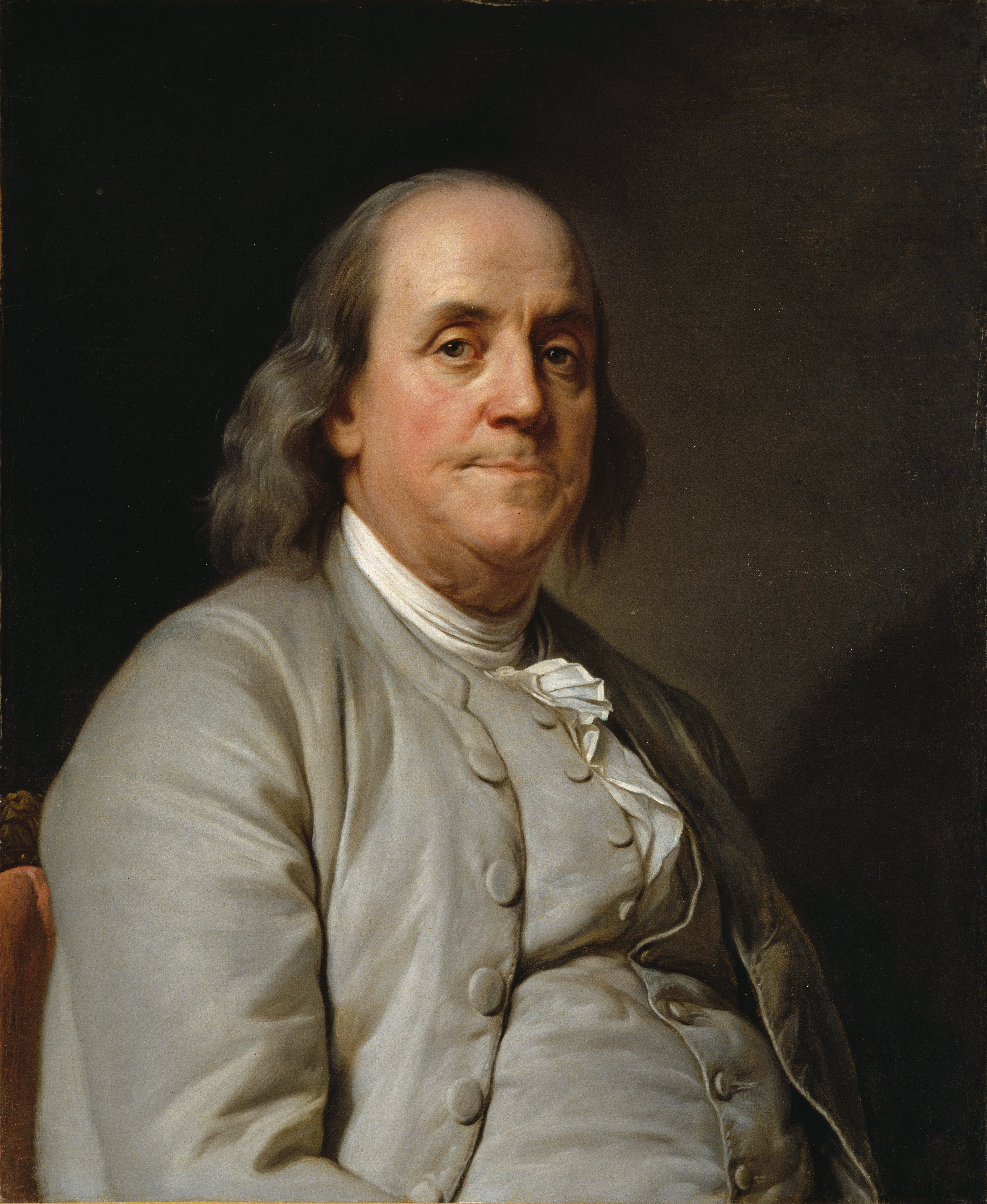
亚当斯和本傑明·富蘭克林（图）多次因美法关系问题冲突

1779年下半年，亚当斯受命出任驻英使节，独力负责谈判结束战争、达成商业条约:221。马萨诸塞州制宪会议结束后，他在11月带着儿子约翰·昆西和九岁的查尔斯登上法国明智号巡防舰:218:451，但因船体泄露未能直达法国，只能在西班牙费罗尔上岸，一行继续赶路六周才抵达巴黎:452–459。李与富兰克林一直无法达成共识，几乎所有事务投票均需亚当斯打破僵局，精通法语令他的作用更大，大陆会议最终召李回国。亚当斯密切关注儿子的教育，大约每十天就给夫人写信。:219–222
亚当斯与富兰克林相反，对美法联盟前景悲观，觉得法国人不过为自身利益虚与委蛇，还认为对方在为美国革命提供实质援助方面动作实在太慢，心中颇感气闷。在他看来，法国人出手只想“抬起我们的下巴以免淹死，无意把我们的头抬出水面”。:2331780年3月，大陆会议为遏制通胀投票决定贬值美元。格拉维耶召集亚当斯面谈，在同年六月的信中表示法国商界不接受美元任何贬值，要求亚当斯致信大陆会议“原路返回”。亚当斯断然拒绝外长要求，声称美国此举完全正当，法国商界对美元贬值的反应远比对方所言要好，同时表达他对法国的其他不满。法美两国已结盟两年，罗尚博伯爵已率军远赴北美支援华盛顿，但基本流于形式，美国非常希望法国出动军舰。亚当斯表示，为抗衡强大的英国海军、遏制港口城市的英国陆军，美国急需法国军舰支援，但法国海军已赴西印度群岛保护法国利益。亚当斯认为法国对两方结盟投入尚不充分，格拉维耶表示只愿与致信大陆会议批判亚当斯的富兰克林谈判，:239–241亚当斯最后自行离法:242。

### 驻荷大使
亚当斯1780年代中期前往荷蘭共和國，希望同为世上少数共和国的荷兰更能接受美方立场。取得荷兰贷款能减少美国对法国的依赖，同时对英国施压以求和平。亚当斯刚到时没有官方身份，七月获贷款谈判授权，八月在阿姆斯特丹住下。心怀乐观的亚当斯对来到荷兰首都颇感兴奋，但该国担心英国报复根本不见他，犹如当头一盆冷水。英国在亚当斯抵达阿姆斯特丹前就发现荷兰秘密援助美国，授权报复荷兰船只，令该国更畏首畏尾。大陆军屡屡战败的消息传到欧洲也对美国非常不利，亚当斯连续五个月都没见到任何荷兰官员，1781年初讽刺阿姆斯特丹实乃“玛门统治之都”。:228–2301781年4月19日，亚当斯终于获邀在海牙向荷兰政府递交资格证书，但未获任何援助承诺。出使荷兰期间，亚当斯令欧洲中立国不过问美国就直接调停战争的企图流产。:254–2551781年7月，亚当斯同意两个儿子离开，约翰·昆西充当法语翻译与父亲的秘书弗朗西斯·达纳前往圣彼得堡，为新生的美国争取俄罗斯承认；想家的查尔斯与父亲之友本杰明·沃特豪斯返乡:262。不再全权负责和约谈判后，亚当斯八月因“严重神经崩溃”身患重病:236。同年11月他得知美法联军在約克鎮圍城戰役与英军决战并获胜，法国海军援助对联军大捷至关重要，印证亚当斯增加海军援助的主张:239–240。
美军在约克镇大捷的消息震惊欧洲，亚当斯康复后于1782年1月赶到海牙，要求荷蘭國會答复他的呈请。面对荷兰政府拖延，他把诉求推向人民，利用公众亲美情绪推动荷兰国会承认美国，多个省份承认美国独立。4月19日，驻海牙荷兰政府正式承认美国独立，承认亚当斯是美国大使。:268–2706月11日，亚当斯在荷兰爱国者时代领袖琼·德克·范德卡佩伦·托登波尔协助下获五百万荷兰盾贷款，十月又与荷兰谈判达成友好和商业条约:171–173。亚当斯在阿姆斯特丹停留期间买的房是美国第一个驻外使馆。

### 巴黎条约

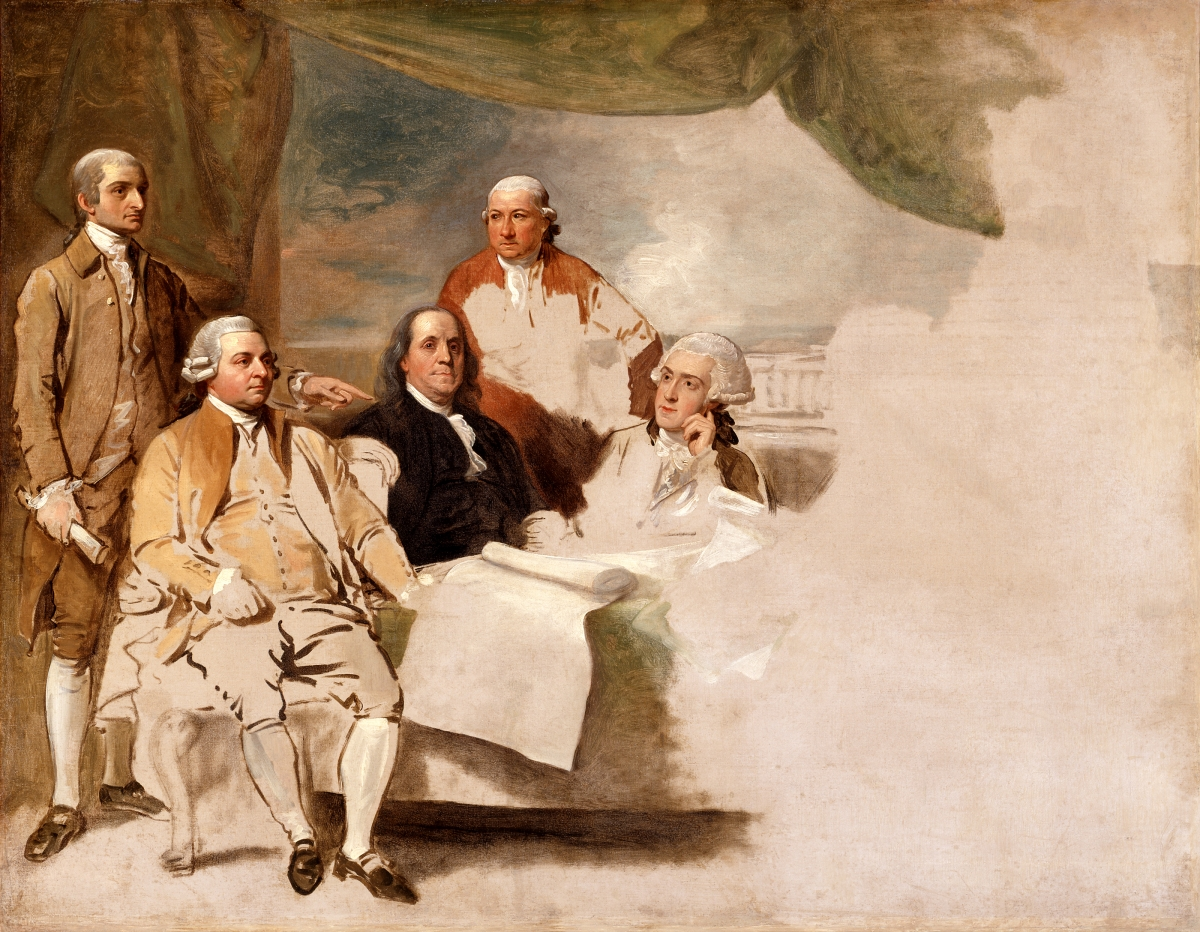
本杰明·韦斯特画作《巴黎条约》，前排左一是亚当斯

与荷兰的贷款谈判结束后，亚当斯再度受命代表美国谈判结束战争的《巴黎条约》。格拉维耶和法国驻美公使安尼－凯撒·路泽恩都不认可亚当斯，大陆会议任命富兰克林、杰斐逊、约翰·杰伊、亨利·劳伦斯合作，不过杰斐逊没有马上赶往欧洲，劳伦斯从伦敦塔获释后被派往荷兰。:185–242
纽芬兰与布雷顿角岛近海捕鱼权是最终谈判双方的关注和争论焦点。英方主张的限制非常严重，亚当斯坚持要求美国渔民可以尽可能靠近海岸，而且可以在纽芬兰加工贮藏渔获。:545–546格拉维耶把上述要求和美方其他主张视为“自命不凡的野心”，秘密告知英国，法国无意支持。杰伊与亚当斯得知后觉得格拉维耶不值得美国信任，以多数意见推翻富兰克林的主张，决定直接同英国谈判，不再与法国协商。:281–284亚当斯谈判时告知英方代表，他在捕鱼权方面的主张比1778年法国所提条件更优厚，促进英美友好的同时还能向法国施压，英国接受后双方制定其他条款。格拉维耶从富兰克林处得知美国“两面三刀”的举动后非常愤怒，但未要求重新谈判，对美国最后占到的便宜颇感惊讶。英美直接谈判便于法国向西班牙盟友自承无辜，西班牙对直布罗陀的主权要求可能引发重大冲突。:546–5471783年9月3日各方代表签署条约，承认美国独立:285。

### 驻英大使
1785年亚当斯当上首任美国驻英大使，竞争人选认为他在英格兰可能还有家人，亚当斯回答：“过去150年间，我的父母、祖父母、曾祖父母，以及我知道并在乎的其他任何亲属都没有人在英格兰生活，你可以肯定我身上每一滴都是美国人的血”。

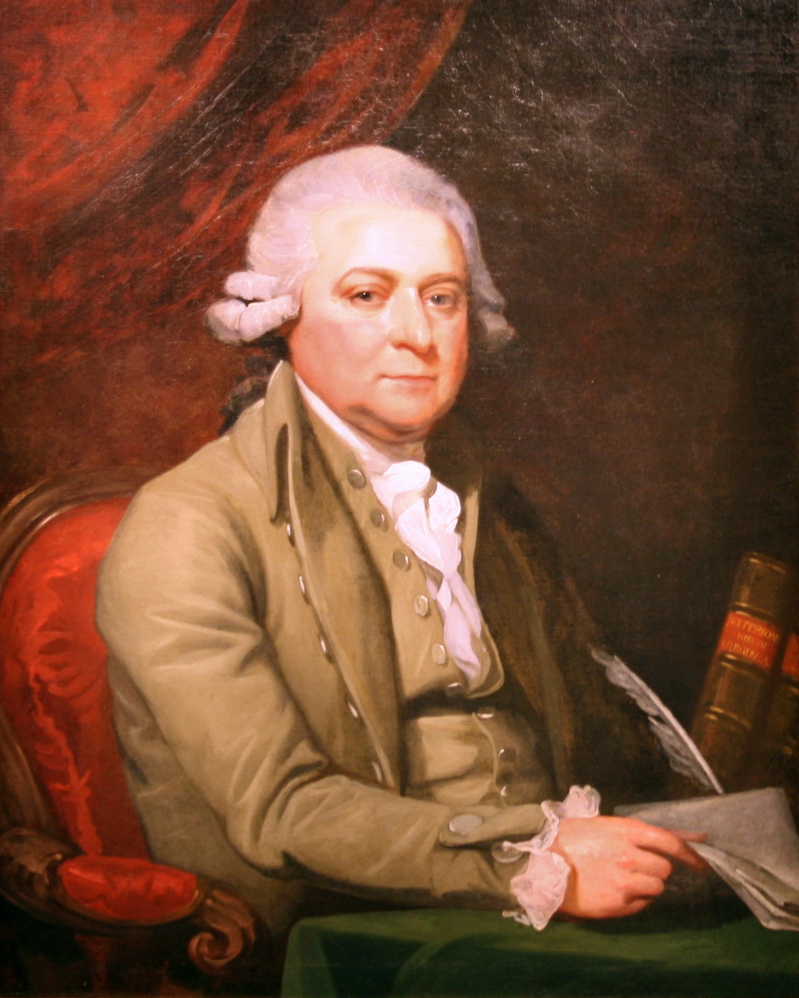
马瑟·布朗1785年绘亚当斯像

亚当斯从巴黎赶到伦敦，6月1日首次见到喬治三世，次日就把会面经过详细写入信件寄给外长杰伊。双方交流时相互尊重，亚当斯承诺竭尽所能恢复“大洋彼岸不同政府治下操持相同语言、信仰类似宗教、拥有亲近血缘人民间”的友谊与热诚；英王表示“乐意接受合众国友好关系的承诺”，作为“最后一个同意”美国独立的人，希望亚当斯理解他一直遵循心中理念行事。会晤接受尾声时英王表示：“有人觉得在美国人里，你对法国算得上不讲情面”，颇为吃惊的亚当斯回答：“他们的看法没错，我可以向陛下保证，只对自己的国家讲情面”。乔治三世对此表示：“诚实的人永远不会有其他说法”。

阿比盖尔赶到伦敦与亚当斯团聚，面对英国朝臣的敌意，两人找到机会向发起法国大革命论战的纽因顿格林一神论教堂牧师理查德·普莱斯求助，借力逃离英国:343–344。亚当斯与约翰·昆西和查尔斯通信，两个孩子都在哈佛求学，信中告诫前者不要熬夜，后者多投入时间学习:364–365。1786年杰斐逊出任驻法大使时赴英探望亚当斯，两人游览英国乡间和众多历史遗迹:354–357。亚当斯在伦敦短暂拜访老友苏厄尔，但双方立场已相差太远，无法重拾友情。亚当斯把苏厄尔视为战争受害者，苏厄尔对亚当斯担任大使不以为然：
他无疑足以胜任大使的体力要求，但这还不够。他不会跳舞、喝酒，没法像别人那样擅长游戏、奉承、打扮、赌咒，或与女士逢场作戏；简而言之，他不具备侍臣的基本能力和装扮常识。成千上万的人学识不足他一成，更无分毫诚信，在欧洲任何王朝都只想离他越远越好。:348–350
亚当斯在欧洲遇到不少人批评美国政府制度，为此在出使伦敦期间写出三卷《美利坚合众国政府宪法辩护》:203。
美英两国均未履行条约义务，令亚当斯的大使任期复杂化。美国各州拖欠英国商人债务，英国还以颜色，拒绝遵守撤离美国西北部要塞的承诺。亚当斯调停无果，对事态在国内缺乏进展深感无力，:655谢司起义等国内动荡的消息更令他焦虑不已。他向杰伊要求离职，:702并在1788年向乔治三世告别。两人开展守礼而正式的交谈，英王承诺只要美国落实条约义务，英方绝不打折:729。亚当斯接下来到海牙正式辞去大使职务并从荷兰再度取得贷款，为美国偿还前期贷款提供可能:382。

## 美国副总统

### 选举
亚当斯6月17日回到马萨诸塞州并受热烈欢迎，此后几个月继续务农。美国很快迎来首次总统大选，外界普遍预计来自南方的华盛顿当选，副总统应该选择北方人。亚当斯是竞选副总统的主要人选，但没公开表达立场。:389–3921789年2月4日，各州选举人聚首各投两票。得票最多者当总统，第二为副总统。华盛顿以69票全票当选首任美国总统，亚当斯获34票成为首任副总统。亚当斯得票数远超其他人选，但仍对票数不及华盛顿一半耿耿于怀。:393–394为确保华盛顿以压倒优势胜出，防止亚当斯暴冷当选，69名选举人中至少七人经亚历山大·汉密尔顿劝告没有把票投给亚当斯。亚当斯后来发现操纵行为，但不知道汉密尔顿乃始作甬者，他致信拉什：“以如此阴暗卑鄙的手段让我当不上总统，这到底是诅咒还是祝福？”:393–394:272–273
副总统任期从1789年3月4日开始，但亚当斯没及时赶到纽约，直到4月21日才开始任职:398-401:742–745。

### 任期

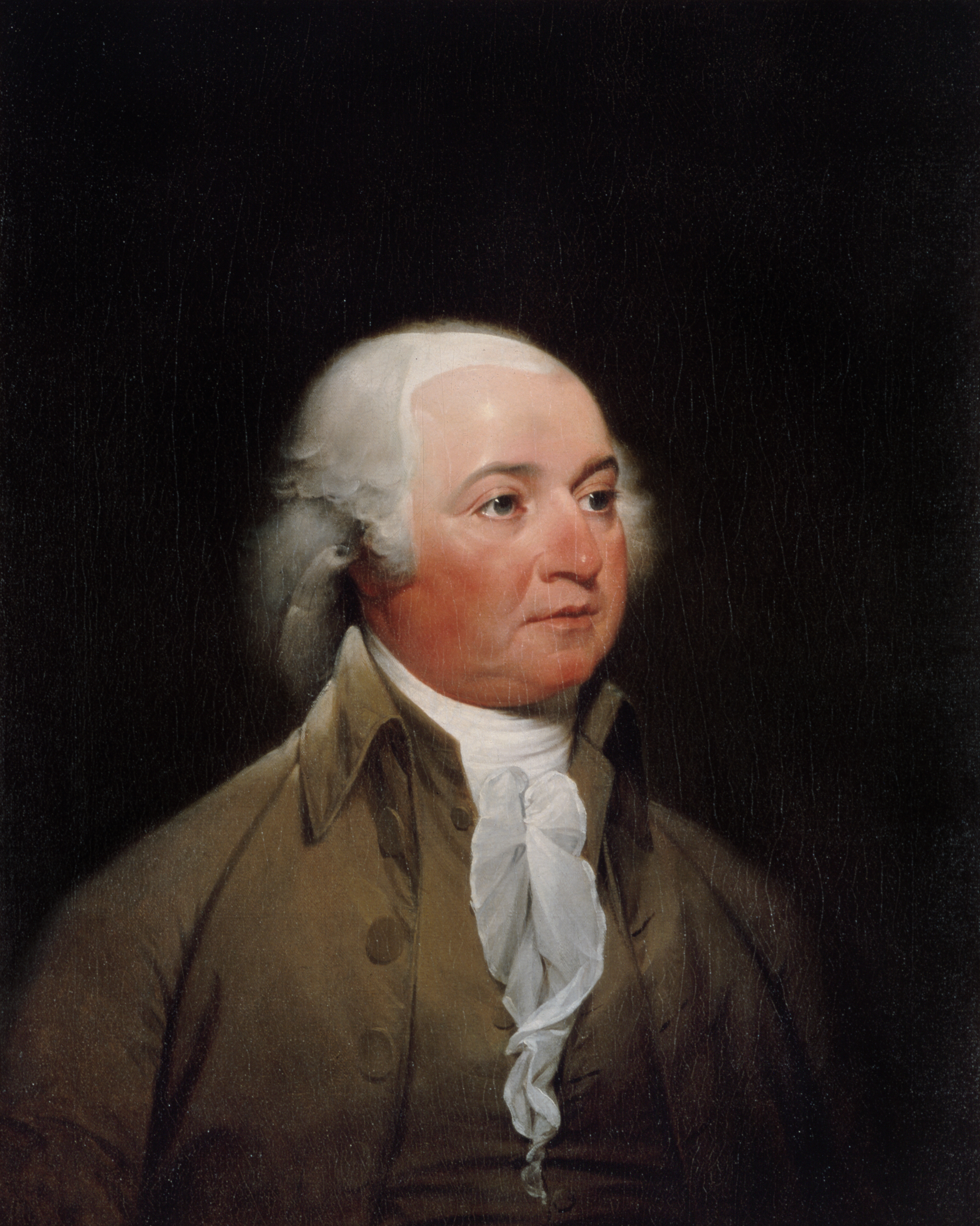
亚当斯画像，约翰·特朗布尔1793年作

根据《美国宪法》规定，副总统唯一的职责是主持参议院运作，投票出现平局时可打破僵局。亚当斯上任之初就深深卷入参议院对总统和新政府行政官员头衔的漫长辩论，众议院很快达成共识，称呼“乔治·华盛顿，美国总统”，参议院的辩论时间要长得多。亚当斯赞成为总统头衔增加“殿下”和“自由保护者”字样，也有参议员认为“殿下”过于高高在上，主张采用“阁下”:404–405。参议院的反联邦党议员反对任何君主制色彩称号，杰斐逊就认为这些称号“极其荒谬”:410。反联邦党人指出，亚当斯口中这些“不同凡响”的称号违反宪法禁止贵族头衔条款。亚当斯认为合众国最高职位需要“尊严和荣耀”来赢得尊重，故有必要采用不同凡响的称号。他固执且好争论的为人招来许多嘲笑，特别是极力在参议院辩论和讲演时。宾夕法尼亚州议员威廉·马科莱就称副总统“坐在椅子上对我们一唠叨就是40分钟”，他后来成为最激烈反对亚当斯的政敌，无论公开还是私下都多次表达对亚当斯的蔑视，把对方比作“刚穿上马裤的猴子”。:406–408南卡罗来纳州议员拉尔夫·伊扎德恶搞贵族头衔“圆胖阁下”嘲笑亚当斯的体型，沦为笑谈并迅速流传:408。5月14日，参议院决定把总统称为“总统先生”:54。亚当斯私下承认副总统任期没有开好头，或许已经离开美国太久，不知道人民所思所想。华盛顿很少征询副总统的意见，私下对这么鸡毛蒜皮的事还有这么多争议表示厌烦。:408–409

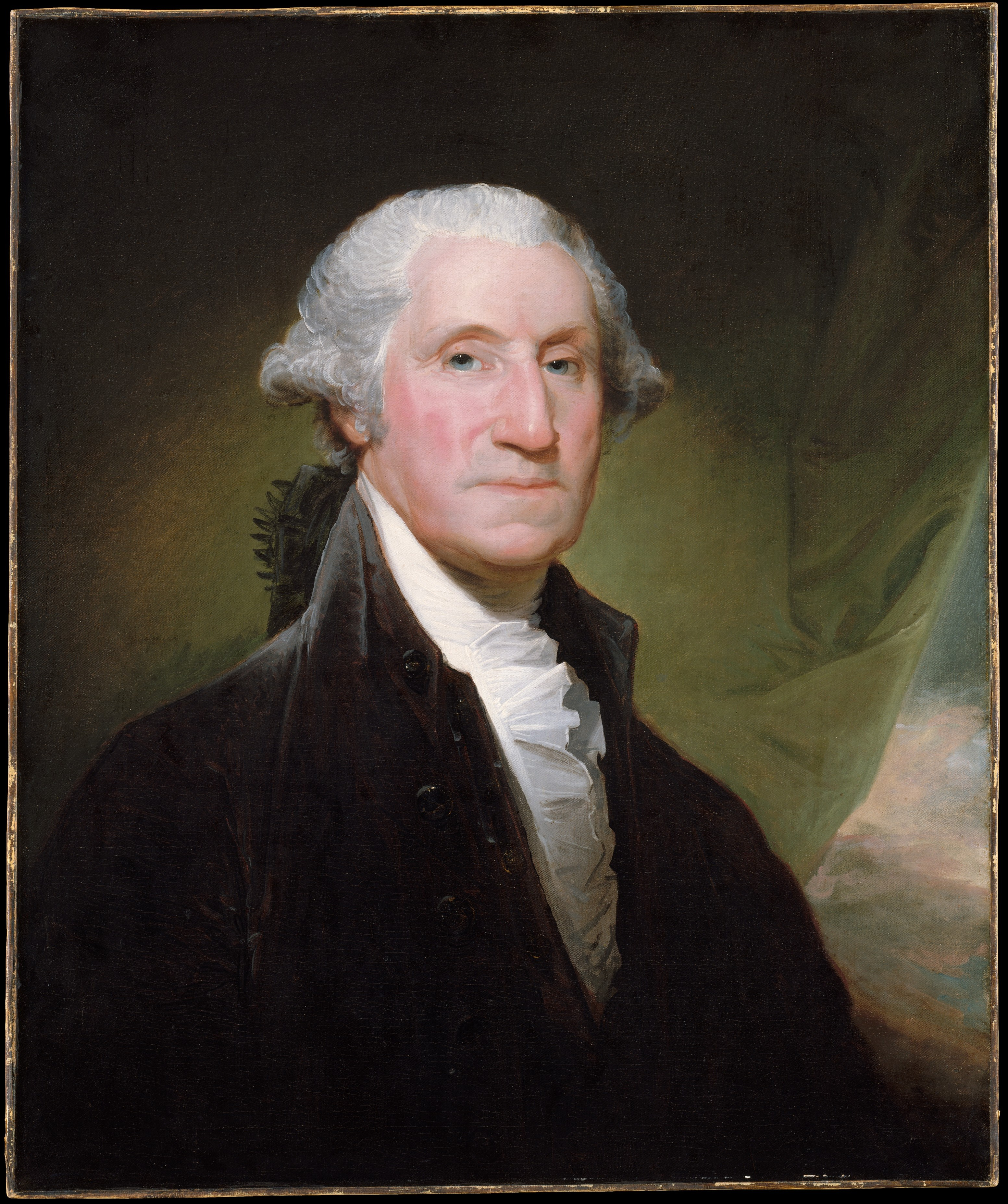
吉尔伯特·斯图尔特1795年作《乔治·华盛顿画像》。华盛顿极少征询副总统意见，亚当斯往往自觉边缘化，笼罩在总统威望阴影之下

亚当斯副总统基本支持华盛顿政府和新生的聯邦黨，赞同总统政策，与反联邦党和民主共和黨（当时叫共和党，同如今的同名党派无关）斗争。他31次在参议院出现平局时投票支持行政部门，至今高居美国副总统之首。:460他对马科莱提出、要求解职参议院确认的行政官员时需经参议院同意的法案投下反对票:413–414。1790年，杰斐逊、詹姆斯·麦迪逊、汉密尔顿达成交易，民主共和党人支持汉密尔顿的债务承担计划，换取美国首都临时从纽约迁至費城，再为安抚南方永久定都波托马克河畔。协议在参议院陷入僵局，亚当斯在最后一刻针对要求纽约继续作为国都的动议投下反对票。:425–426
亚当斯副总统对美国政坛几乎无足轻重。他极少参与内阁会议，总统很少征询他的意见。上任之初亚当斯干劲十足、乐于奉献:769，但1789年中期已经觉得副总统职位“不太适合我……太闲、太机械”。他在给夫人的信中写道：“祖国以其智慧为我设计最微不足道的职位，可谓人类想象力极限的发明”。亚当斯上任前期在参议院的作为招来华盛顿政府反对派有意针对，任期接近尾声时他已习惯扮演边缘角色，很少介入议事:434。亚当斯从未质疑华盛顿的勇气与爱国心，但确曾对华盛顿与富兰克林等人感到愤怒或嫉妒。他一度表示，美国革命史“将是永无休止的谎言……核心内容会变成富兰克林博士的电棒击中地球，华盛顿将军横空出世。富兰克林以电棍点化华盛顿，从此政策、谈判、立法、战争的一切功绩都源自两人。”:3101792年亚当斯以77票轻松连任，头号劲敌乔治·克林顿也只有50票:439。
法国大革命1789年7月14日爆发，民主共和党人欢欣鼓舞。亚当斯起初立场乐观而谨慎，但很快就开始谴责革命派的野蛮和残暴。:416–417连任任期接近尾声之际，汉密尔顿、杰斐逊、埃德蒙·伦道夫等杰出内阁成员均已辞职，华盛顿咨询亚当斯意见的频率提升:878。英国人持续偷袭美国商船，杰伊前往伦敦谈判结束敌对。1795年他带回国的和约条款对美国不利，亚当斯建议总统签字避免战争。华盛顿签字引发抗议和骚乱，反对派指控他把美国的名誉拱手让给专制君主，背弃法兰西共和国。:456–457亚当斯在写给夫人的信中预测，批准《杰伊条约》将令合众国四分五裂。

### 1796年大选

1796年大选结果，橙色代表亚当斯胜出，绿色说明杰斐逊占优，数字是选举人票数

1796年大选是美国首次竞争型总统选举。华盛顿两次全票当选，但任内手下汉密尔顿与杰斐逊两大巨头间深刻的哲学分歧令政府四分五裂，促使联邦党和民主共和党形成。华盛顿宣布无意再度参选，针对总统宝座和国会议席的激烈党派之争拉开帷幕:360–361。
与前两次大选一样，1796年总统选举同样没有候选人供选民选择，宪法规定各州选派的选举人负责挑选总统:898–899。七个州选民投票选拔选举人，剩下九个州由州议会挑选。民主共和党显然中意杰斐逊，亚当斯是联邦党主推人选:898–899。民主共和党举办国会核心小组提名会议并提名杰斐逊和阿龙·伯尔:83–88，杰斐逊起初谢绝提名，但数周后同意参选。国会联邦党议员召开非正式提名会议，提名亚当斯和托马斯·平克尼。竞选过程基本局限于宣传册、政治集会、报纸上的相互抨击:898–899，四名人选只有伯尔积极竞选。候选人不直接参与竞选成为美国政治传统并延续上百年，亚当斯表示不想参与“愚蠢且邪恶的（竞选）游戏”。
竞选期间，汉密尔顿及其支持者越来越担心亚当斯过于自负、固执、难以预测，不会遵从他们的引导:513–537。亚当斯自觉基本排除在华盛顿政府以外，自认算不上联邦党要员，还曾批评汉密尔顿以银行为核心的经济计划会“诈骗”穷苦阶层，产生“贪婪的坏疽”:521。汉密尔顿希望推举更“顺从”的人选当总统，操纵选举倒向平克尼。他迫使南卡罗来纳州联邦党选举人承诺把票投给“宠儿”平克尼，并将第二票投给亚当斯以外人选。如此计划弄巧成拙，多个新英格蘭州份选举人听闻后一致决定不支持平克尼。:902选举后不久亚当斯致信阿比盖尔，谴责汉密尔顿“明明只是骄傲、自负、野心勃勃的凡人，却总是假装道德模范，如老富兰克林般道德败坏，富林克林就是他的头号模样”。亚当斯一生多次严厉批判汉密尔顿，贬斥后者沉迷女色时往往尚未确定传闻是否属实，甚至以“克里奥尔杂种”辱骂:522。
亚当斯最终以71票当选，杰斐逊以三票之差就任副总统，平克尼获59票排第三，伯尔30票，剩下的选举人票由另外九名人选瓜分。这是美国史上唯一一次总统和副总统分属对立党派的选举。

## 美国总统（1797至1801年）

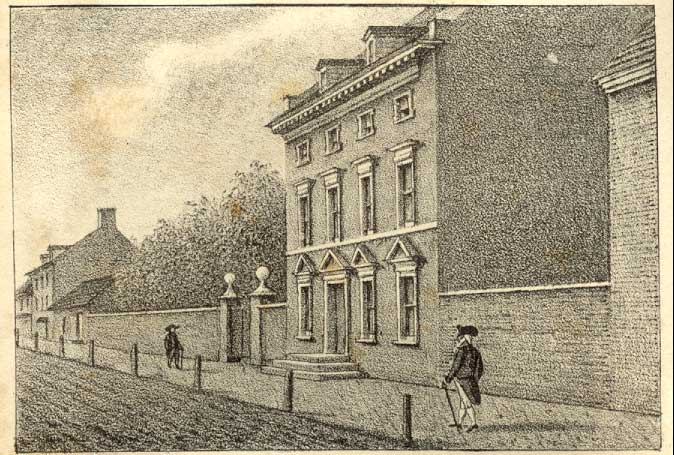
亚当斯1797年3月至1800年5月住在费城总统府

### 就职
1797年3月4日，亚当斯在首席大法官奥利弗·埃尔斯沃思主持的仪式上宣誓就职。身为第二位美国总统，他遵循华盛顿总统路线，利用任期推广共和价值和公民道德，任职四年没有爆发丑闻。他任内相当一部分时间留在马萨诸塞州昆西的故居匹兹菲尔德，与事务繁忙的首都相比明显更中意平静家居生活。亚当斯对政治分肥和谋求一官半职者基本不予理睬，不像其他官员那样趋之若鹜。:91
亚当斯决定保留华盛顿内阁，但这些人普遍忠于汉密尔顿，史家对他的决定看法不一。杰斐逊很快指出：“周围汉密尔顿派对他的敌意只比对我少那么一丁点儿”。:333亚当斯知道汉密尔顿对内阁官员影响很大，但确信留任这些人能确保政府平稳过渡:471。新总统保留汉密尔顿的经济计划，后者定期与主要内阁成员协商，特别是手握实权的财政部长小奥利弗·沃尔科特:272。亚当斯在众多领域完全不受内阁影响，决策经常与内阁相左:593–594。汉密尔顿已经习惯于华盛顿经常征询他的意见，亚当斯上任后不久他去信详述针对新政府的政策建议，亚当斯根本没理睬:524。

### 议和失败、XYZ事件

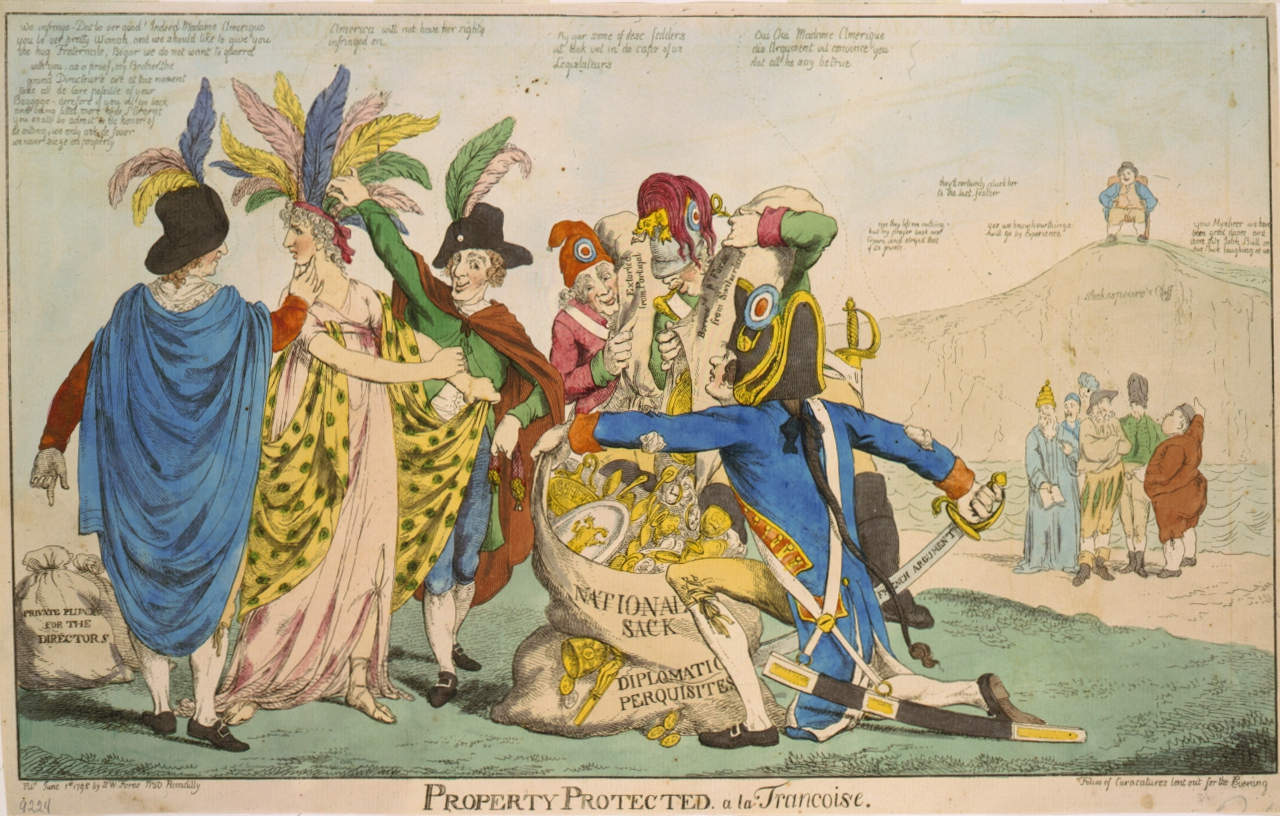
1798年XYZ事件政治漫画，法国人调戏、抢劫的女人代表美国

史家约瑟夫·埃利斯指出，“亚当斯总统任期注定会由美国政策面临的重大问题主导，此后历任总统基本无需面对这种问题”，即与法国开战还是寻求和平:28。法国大革命后英法开战，汉密尔顿与联邦党人认为法国大革命无论在政治还是反宗教领域都太激进，主张支持英国王室；杰斐逊与民主共和党反对英王，极力支持法国。法国支持杰斐逊当总统，在后者落败后变本加厉地挑衅美国:82。亚当斯上台后决定延续华盛顿总统政策不卷入战争，但《杰伊条约》导致法国把美国视为英国的小老弟，开始扣押与英国交易的美国商船。看在革命战争时期援助的份儿上，大部分美国人还对法国心存亲切，许多人把《杰伊条约》视为国耻，渴望支持共和国对抗英国君主，无法接受与法开战。:342–345
亚当斯1797年5月16日向国会两院演讲，呼吁加强国防以防与法开战。他宣布会向法国派遣和平委员会，同时呼吁增强军备应对任何潜在威胁。演讲赢得联邦党人好评，称赞亚当斯就像两爪分别抓着橄榄枝和“防御徽章”的白头海雕。民主共和党人对总统不但未表态支持法兰西共和国革命事业，甚至主张开战出离愤怒。:484–485
XYZ事件令公众立场转变。亚当斯任命的和平委员会包含约翰·马歇尔、查尔斯·科茨沃斯·平克尼、埃尔布里奇·格里，:495杰斐逊四次与法国驻费城领事约瑟夫·莱托姆会晤，莱托姆致信巴黎转达杰斐逊的提议：最符合法国利益的做法是在礼貌对待美国使团同时“尽量拖延谈判”，以达成最有利的解决方案。莱托姆信中还转述杰斐逊对在任总统的评价：“自负、多疑、固执”。:547马歇尔等人十月抵达，等待好几天才获许与法国外长塔列朗面谈一刻钟。三人随后与塔列朗的三名代理人会晤，代号X、Y、Z、姓名不详的三名法国特使要求美方支付巨额贿赂才愿谈判，其中有些付给塔列朗私人，有些付给法兰西共和国，:495据称是对亚当斯国会演讲冒犯法国的补偿。美方不接受如此条件:495–496，马歇尔与平克尼回国，只有格里留在巴黎:502。
马歇尔的备忘录1798年3月4日送回国，说明和平使团的遭遇。亚当斯无意煽动民众暴力情绪，没有说明具体情况，只称和谈失败。:550他再度呼吁国会加强国防，但在民主共和党阻挠下无果。民主共和党众议员怀疑总统掩盖对法国有利的证据，听到备忘录内容遥传的联邦党人认为这是打击民主共和党的好机会，支持对方主张，以压倒多数要求亚当斯公布备忘录。据第一夫人阿比盖尔所言，备忘案公布后民主共和党人“哑口无言”。:957–960《费城曙光报》主编本杰明·富兰克林·巴赫认为是亚当斯口无遮挡导致如此局面，公众反响差异极大，但无疑大幅削弱支持法国的民意。无数国人呼吁对法全面开战，亚当斯的声望达到顶峰。:498

### 客籍法和惩治叛乱法
XYZ事件不足以扭转民主共和党人反对亚当斯的立场。联邦党指控法国及其侨民挑起内乱，为平息动乱提出连串法案并经国会通过，亚当斯1798年6月签署，史称《客籍法和镇压叛乱法》。:365–368国会短短两周就通过《归化法》、《外国友人法》、《敌侨法》、《惩治叛乱法》，杰斐逊批评此乃“毫无警戒的激情”。前三条法律针对移民，特别是法国人，加大总统驱逐移民的权力并提高归化入籍要求。《惩治叛乱法》把出版“虚假、诽谤、恶意”针对政府和官员的文章定为犯罪。:365亚当斯没有推动上述法案，但在夫人和内阁敦促下同意签署:366。

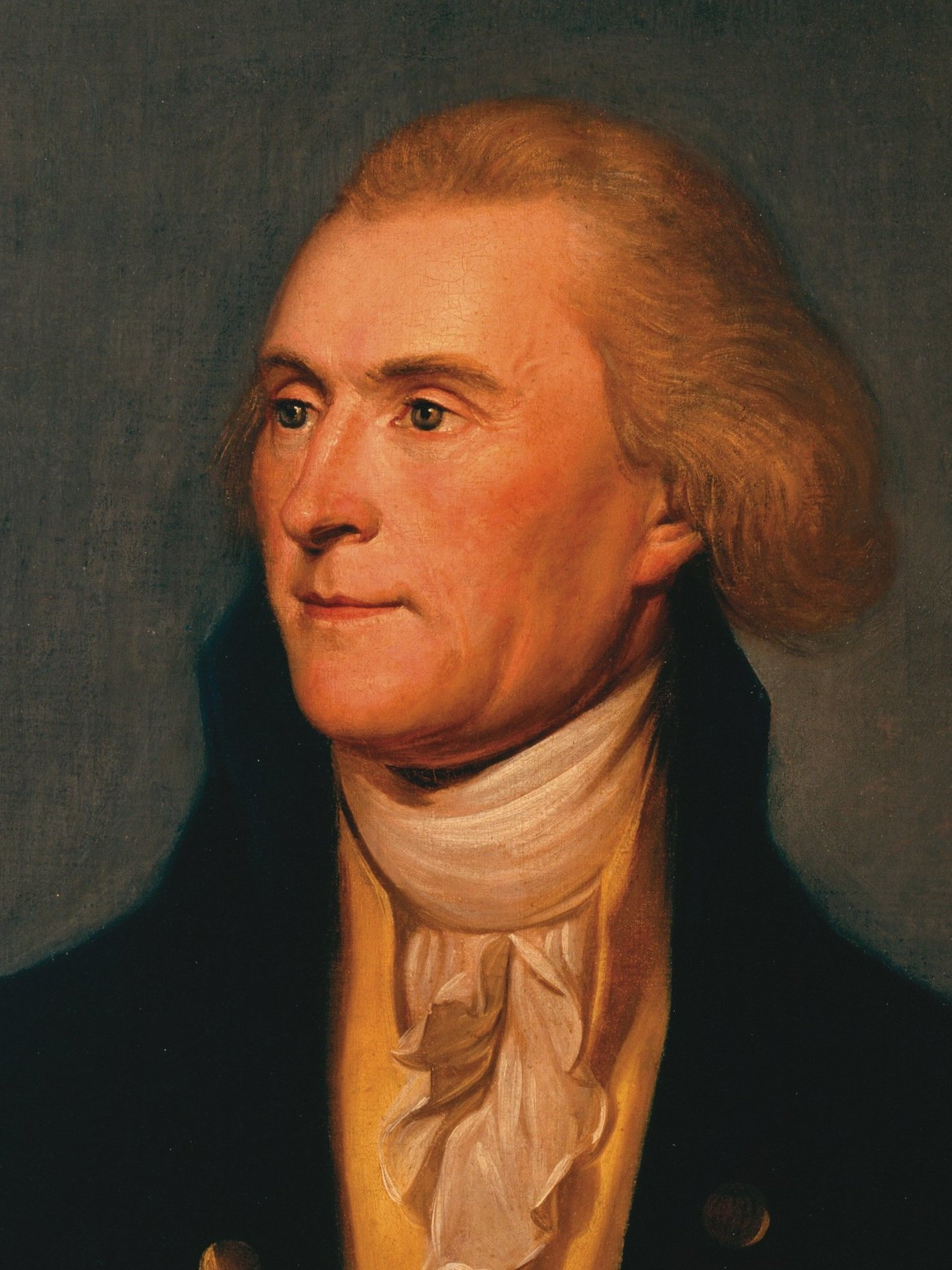
托马斯·杰斐逊是亚当斯手下副总统，对总统大量举措想方设法拖后腿，最后击败竞选连任的亚当斯

政府根据《惩治叛乱法》提出至少14条诉状，六家最有名的民主共和党报纸有五家被告上法庭。大部分诉讼在1798至1799年开始，1800年大选前不久进入庭审。部分史家认为《客籍法和惩治叛乱法》很少执行并提出三大证据：一、《惩治叛乱法》定罪的只有十人，二、亚当斯从未签署驱逐令，三、针对该法表达不满的文献源自民主共和党人。政府可以利用《客籍法和惩治叛乱法》起诉反联邦党势力，:668佛蒙特州联邦众议员马修·利昂因批评总统被判四个月有期徒刑:575。亚当斯不认可国务卿蒂莫西·皮克林驱逐外来移民的企图，但许多人面对充满敌意的环境自行离开:367。民主共和党人出离愤怒，对新法厌恶不已的杰斐逊没有公开表态，私下与麦迪逊起草《肯塔基及弗吉尼亚决议案》。杰斐逊撰写的《肯塔基决议案》主张各州拥有废止任何违宪法案的“自然权利”，麦迪逊起草的《弗吉尼来决议案》宣称各州可能不得不以最后手段“与我们无比珍视的联邦分离”。:520–521两项决议令联邦党人反响强烈，对美国的影响远比《客籍法和惩治叛乱法》长久。亚当斯签署四项法案令民主共和党充满干劲地团结起来，对团结联邦党人却没发挥任何作用。:573–575

### 美法短暂冲突
1798年5月，法国私掠船在纽约港近海俘虏美国商船，两国海上冲突激增，双方不宣而战，史称美法短暂冲突:553。亚当斯深知法国实力强劲，在欧洲战场都鲜有一败，一旦发生重大冲突，内部分裂的美国胜算渺茫。他采取的战略是袭扰法国船只，以期制约对方损害美国利益。:356–357纽约港近海商船被俘后不久，国会在五月成立独立海军部。考虑到法国可能侵略美国本土，政府还呼吁组建陆军。汉密尔顿等联邦党领袖尤其坚定地要求召集大军，不顾人们、特别是民主共和党人的普遍忧虑：大型常备军将威胁公民自由。国会当月授权组建万人“临时”陆军，七月又组建12个步兵团并为六个骑兵连拨款，超出总统要求但未达汉密尔顿主张。:552–553
联邦党人向总统施压，要求任命革命战争期间华盛顿的副官汉密尔顿领军:376。亚当斯不信任汉密尔顿，担心这是颠覆政府的阴谋，在没有征询当事人意见的情况下任命华盛顿担任部队司令。华盛顿意外之下同意带兵，条件是自行任命下属。他选择亨利·诺克斯为副手，其后分别是汉密尔顿和查尔斯·科茨沃斯·平克尼。:376–377汉密尔顿6月2日致信华盛顿，表示除非能当监察长或部队二把手，否则不接受任命:555。华盛顿随后让步，汉密尔顿军衔比诺克斯或平克尼低，但身为华盛顿的参谋更有机会了解战场全局，进而地位更高。亚当斯派战争部长詹姆斯·麦克亨利到維農山莊说服华盛顿出山，部长也认为前总统恐怕只会在有权自行挑选部下的情况下领兵。:378亚当斯希望部队至少看起来跨越党派立场，打算任命民主共和党人伯尔和弗雷德里克·穆伦伯格，相比之下，华盛顿的人选全是联邦党人:978。
亚当斯让步同意按顺序向参议院推荐汉密尔顿、平克尼、诺克斯，但保留军衔最终决定权:378。诺克斯不接受拟定的任职条件，亚当斯吃了秤砣铁了心要尽可能降低汉密尔顿军衔，华盛顿等许多联邦党人坚持认为总统向参议院推荐人选的顺序应当决定资历。9月21日亚当斯收到麦克亨利转达华盛顿声明的信，称汉密尔顿如果不能当二把手就辞职。:380–381总统深知坚持己见将面临联邦党人强烈反对，被迫让步之作对许多联邦党同僚非常不满:982–983。阿比盖尔病入膏盲，令亚当斯更形痛苦和懊丧:380–381。

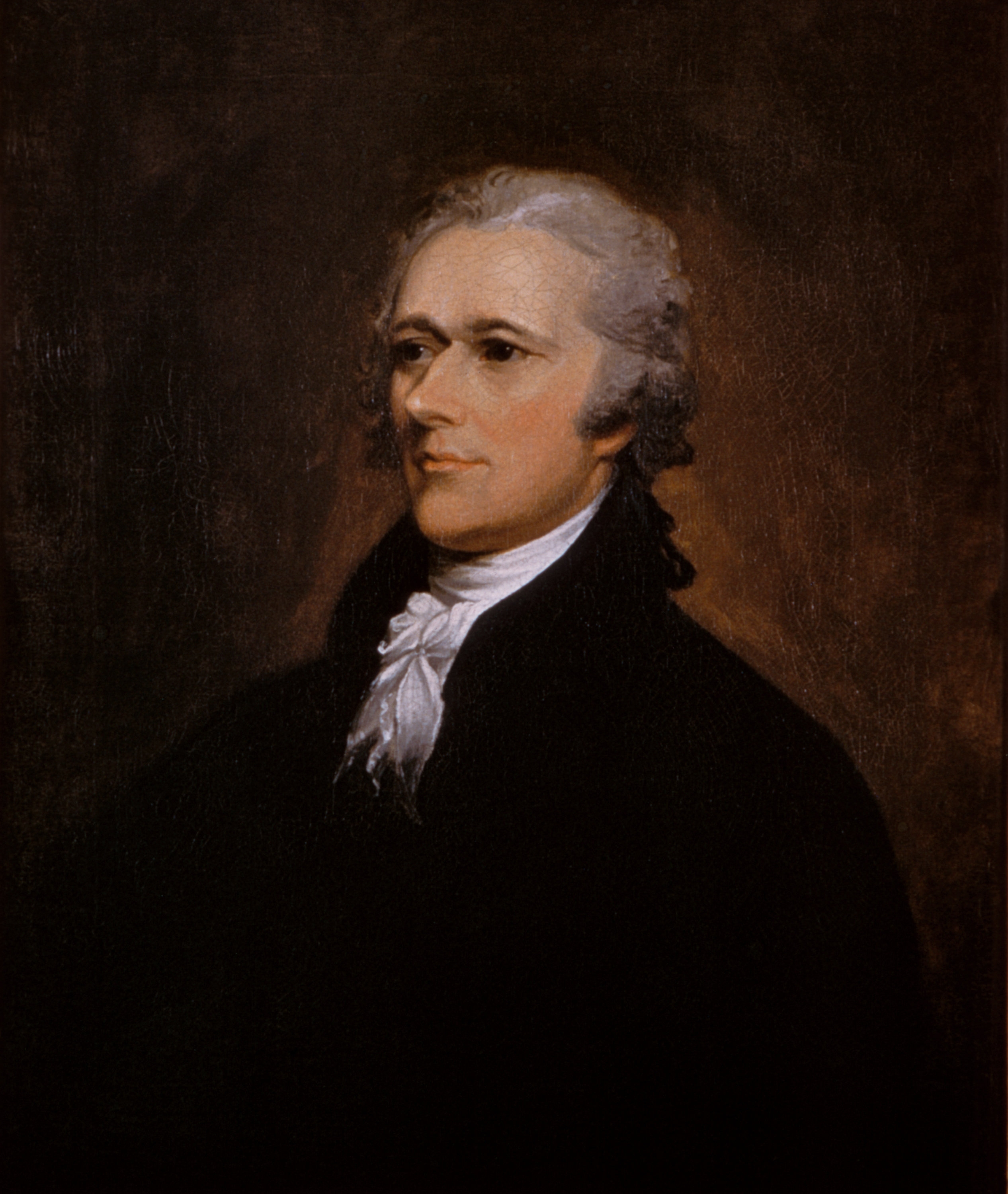
亚历山大·汉密尔顿希望获得高军衔且一心与法国开战，与亚当斯形近水火

华盛顿年事已高，汉密尔顿显然成为新军实际上的统帅。他行之有效地把控战争部，接管军队补给。:331亚当斯同期建设海军，新增六艘火力强劲的快速护卫舰，其中又以宪法号护卫舰最富盛名:507。
冲突还在继续，秋季法军在尼羅河河口海戰失利的消息传来，许多美国人希望借此促使对方谈判，战争热情明显下降:516–517。远在巴黎的格里十月回报总统，法国有意和谈，准备妥善接待美国代表团。亚当斯12月向国会演讲时转达法方立场，同时表示国防还不能放松。汉密尔顿等许多主张宣战的联邦党人对此非常愤怒，民主共和党的情绪也好不到哪儿去。:592–593汉密尔顿秘密推动已由总统否决的计划，即英美联军占领西属佛罗里达和路易斯安那，摆上台面的理由是吓阻法国侵略。阿比盖尔等汉密尔顿反对派认为扩军种种都属于野心勃勃的军事独裁行径。:518
1799年2月18日，亚当斯任命外交官威廉·范斯·默里赴法和谈，令众人颇感意外。总统此前甚至没有征询内阁和夫人的意见，阿比盖尔得知后称赞人选高妙。为安抚民主共和党人，总统提名帕特里克·亨利与埃尔斯沃思陪同默里前往，参议院很快就在3月3日确认。亨利谢绝任命，亚当斯改选威廉·戴维斯。:523–525亚当斯的内阁一直在频繁与汉密尔顿交流，双方都极力批评总统决策。亚当斯再度质疑内阁到底是忠于总统还是汉密尔顿，但没有把他们撤职。:593–594
1799年3至9月，亚当斯在匹兹菲尔德度过整整七个月，令许多人愤恨不已。收到塔列朗来信承诺接待美方使节后才离开，住进政府因黄热病疫情在特伦顿设立的临时住所，随后决定派使团赴法。:526–52910月10日总统返回特伦顿后不久:304，汉密尔顿违反军事协议、未经邀请自行赶到特伦顿面见总统，要求亚当斯不要派使团赴法，改与实力更强劲的英国结盟，复辟法国波旁王朝。亚当斯表示“我觉得他很幽默，这辈子也没见过谁把话说得那么蠢”，认为汉密尔顿的构想天马行空，简直难以置信。11月15日，和平使团启程前往巴黎。:530–531

### 弗赖斯暴动
为支付冲突期间的军事支出，亚当斯与联邦党盟友颁布1798年直接稅。联邦政府收直接税普遍不得民心，华盛顿执政时期政府收入基本靠消费税和关税。华盛顿借经济增长之势保持预算平衡，但美法短暂冲突令军费开支激增，可能导致重大财务赤字。1798年直接税设立累进地價稅，最高可达房产价值1%。宾夕法尼亚州东部纳税人抵制联邦税务员，革命战争老兵约翰·弗赖斯为首的德语农民宣称自由面临威胁，1799年3月发起抗议示威。税务员面临恐吓，根本无法开展工作，所幸没有人员伤亡。:696–700汉密尔顿领军前去恢复和平，事态很快平息:129–130。
弗赖斯等三名首脑被捕，法庭裁定叛国罪名成立，判处绞刑。三人向总统请求赦免，亚当斯认为暴乱不属叛乱，不顾内阁一致意见颁布赦免令。:540–541汉密尔顿在1800年大选前出版宣传册批判亚当斯，声称人“不可能犯下（比赦免弗赖斯等人）更大的错误”。

### 联邦党分裂、美法恢复和平
外界普遍认为忠于汉密尔顿的战争部长麦克亨利很不称职，汉密尔顿本人也不例外。1800年5月5日亚当斯接见麦克亨利，总统对联邦党汉密尔顿派系的不满终于暴发。他批评麦克亨利听命汉密尔顿而非总统，表示宁可杰斐逊上台、自己当副总统或去海牙当大使也不会让汉密尔顿距总统宝座更近一步。部长表示愿意立刻辞职，亚当斯同意。5月10日，总统要求皮克林辞职，后者拒绝后马上被辞，亚当斯提名马歇尔继任国务卿、塞缪尔·德克斯特任战争部长。:538–539:1028–1029拿破仑1799年发动雾月政变控制法国政府，宣布法国大革命结束:534。消息传到美国，亚当斯急切希望解散临时陆军，华盛顿去世后部队已完全落入汉密尔顿掌控:539–540。麦克亨利和皮克林已经离职，总统解散军队之举基本无人反对:395，但联邦党和民主共和党议员无意让亚当斯分享功劳，1800年中期投票决定解散军队:539–540。
拿破仑认为继续对美海上冲突毫无意义，表示愿意建立友好关系。双方签署1800年公约，同意归还俘虏舰船、和平移交非军事物资。1801年1月23日，参议院对条约的表决结果是16票赞成，14票反对，没达到批准所需三分之二多数。汉密尔顿等联邦党人敦促参议院为条约增加保留条款后再批准，由此起草的新提案主张废除《1778年美法同盟条约》，法国应赔偿冲突期间美方经济损失。2月3日参议院以22票赞成、9票反对批准新增保留条款的条约，亚当斯随后签字。:150和谈结果直到大选后才传到美国，已无法左右选情:631。
亚当斯总统对避免战争深感自豪，但党派在此期间严重分裂。史家罗恩·切尔诺指出，联邦党面临雅各宾派威胁时团结一致，亚当斯消除威胁反而导致党派灭亡。:594

### 设立政府机构、迁都哥伦比亚特区
推动海防为亚当斯赢得“美國海軍之父”美名。他1798年7月签署《救济病残海员法》，授权设立政府运营的海上医院，1800年又签署法案建立国会图书馆。
亚当斯1800年6月初首度正式视察美国新中央政府所在地，觉得城市景观“远未完工”，看上去还很“原始”，但公共建筑“完工时间远早于预期”:1036。他11月1日搬进即将完工的总统府（后得名“白宫”），夫人数周后赶到。亚当斯迁入新居后马上致信阿比盖尔：“为信收尾前我祈祷上天，把最好的祝福赐予这幢房屋及往后住户。希望只有诚实且充满智慧的人才能在此屋檐下统治”。:10491800年11月17日，第七届国会参议院率先在新建成的国会大厦开会。11月22日，亚当斯在老最高法院大厅向国会联席会议发表第四次国情咨文，:1050此后一个多世纪，美国总统都没有再亲自向国会发表国情咨文。

### 1800年大选

1800年大选结果，橙色代表亚当斯胜出，绿色说明杰斐逊占优，数字是选举人票数

联邦党因对法关系四分五裂，民主共和党对《客籍法和惩治叛乱法》、美法冲突引发的军队扩张群情激愤，亚当斯1800年竞选连任前景黯淡。联邦党议员1800年春召开党团会议提名亚当斯和查尔斯·科茨沃斯·平克尼，民主共和党提名杰斐逊和伯尔，与上届选举相同:396–397。
竞选非常激烈，党派压力下双边都在恶意侮辱对方。联邦党宣称民主共和党是“所有热爱秩序、和平、道德、宗教者”之公敌，是放荡危险的激进分子，倡导州权超过联邦权力，处心积虑煽动国家走向无政府状态和内战。杰斐逊与黑奴有染的传闻也成为联邦党弹药。民主共和党还以颜色，指控联邦党制订的联邦法律立足惩罚，旨在颠覆共和原则，在法国涉足的国际冲突中偏袒英国及其盟国，以期宣扬贵族反共和国价值观。民主共和党盛赞杰斐逊乃深入群众的自由使徒，给亚当斯打上拥挤君主制的标签，指控总统精神错乱而且搞外遇。:543–545杰斐逊秘密提供资金支持的民主共和党宣传人员詹姆斯·卡兰德贬斥总统品格，指责亚当斯企图对法开战。卡兰德因违反《惩治叛乱法》入狱，但这只令民主共和党人越战越勇。:536–537
联邦党内部反对声浪强度不相上下，皮克林等人指控亚当斯与杰斐逊勾结，以期瓜分正副总统宝座:544。汉密尔顿竭力破坏亚当斯连任竞选，计划抨击总统为人，设法取得沃尔科特和亚当斯撤职内阁官员的私人文件:619–620。根据计划，汉密尔顿应该把文件内容以信件告知少数联邦党选举人，但多位联邦党人看到草稿后都劝汉密尔顿不要寄。沃尔科特表示，就算汉密尔顿不出手，“那可怜的老人”也没法儿连任，但汉密尔顿不听众人建议。:54910月24日，汉密尔顿发布极力抨击总统政策和为人的宣传册，谴责亚当斯“仓促提名”默里、赦免弗赖斯、撤职皮克林。字里行间包含大量人身攻击，批判总统“自负令人作呕”、“脾气无法自控”。文章总结，亚当斯“情绪不稳、惯于在冲动和不理智的情绪下决策，无法与最亲密的顾问共处，整体而言不适合当总统”。但令人意外的是，宣传册最后又建议选民平等支持亚当斯和平克尼:550。伯尔秘密取得宣传册副本后公之于众，民主共和党喜出望外，将之传播到全国各地:320–321。宣传册令联邦党和汉密尔顿的政治生涯土崩瓦解，亚当斯本已渺茫的胜算变成绝无可能:550。
杰斐逊和伯尔均以73票并列第一，亚当斯65票排第三，平克尼64票。平局导致选举移交众议院，每州拥有一票，获过半支持者胜出。经过整整36轮投票，杰斐逊在1801年2月17日以十比四胜出（两州弃权）。值得注意的是，汉密尔顿的密谋显现联邦党内部分裂，助力杰斐逊当选，但根本没起到阻止联邦党选举人背离亚当斯的作用:626。
11月30日，长期酗酒的儿子查尔斯去世，对竞选连任失利的亚当斯可谓雪上加霜。他急于和早已返回马萨诸塞州的夫人团聚，1801年3月4日天还没亮就离开白宫，也没出席新总统就职典礼。至今只有五位美国总统任期结束离开白宫时没出席新总统就职典礼。1796和1800年大选遇到的复杂局面促使国会和各州制订第十二条修正案完善总统和副总统选举程序，1804年生效。

### 司法任命

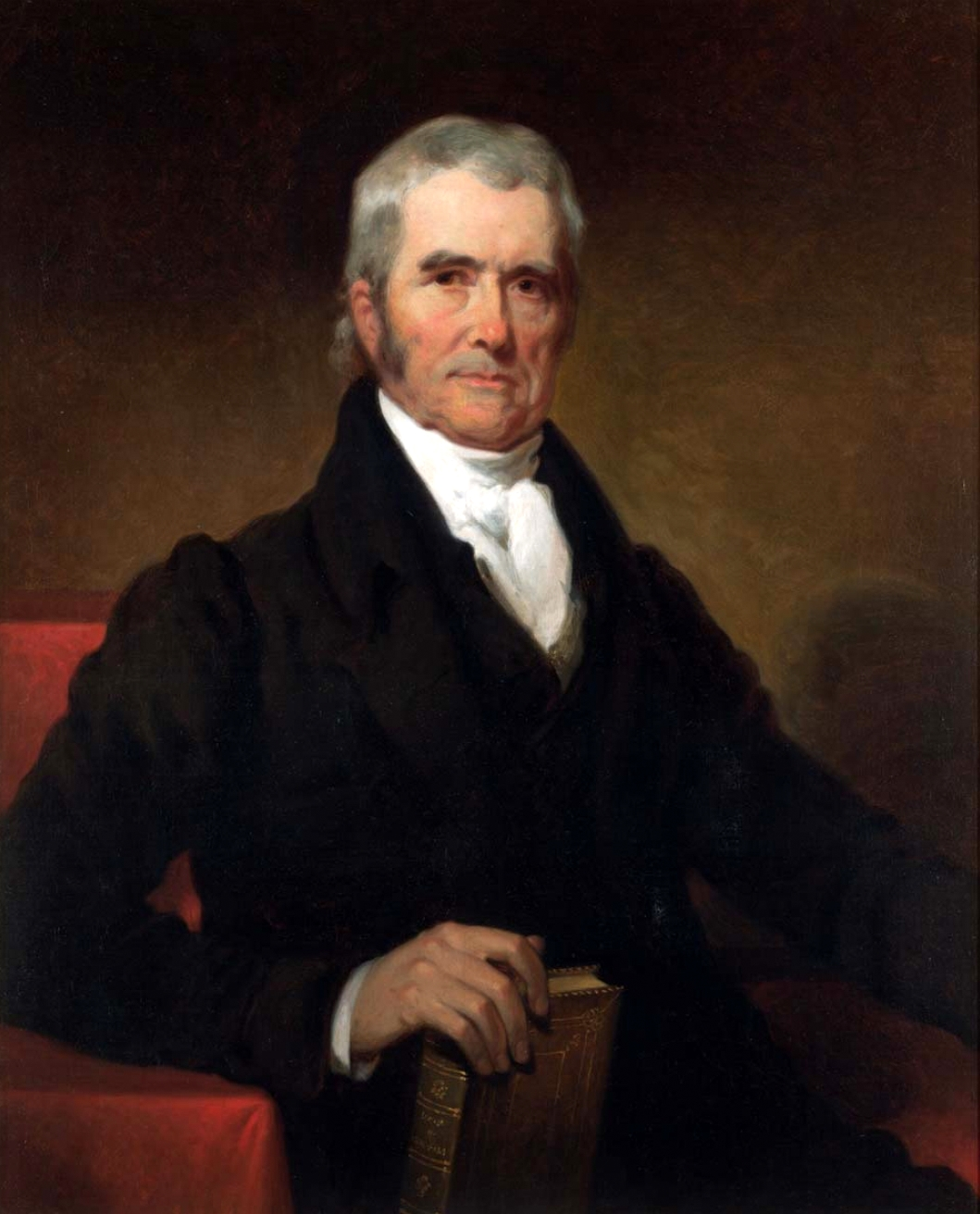
第四任最高法院首席大法官约翰·马歇尔是亚当斯为数不多的可靠盟友

亚当斯共任命两位美國最高法院大法官，分别是华盛顿总统之侄布什罗德·华盛顿、阿尔弗雷德·摩尔:396–397。埃尔斯沃思1800年因健康问题退休，亚当斯需提名第四任首席大法官。此时杰斐逊与伯尔间的总统宝座之争尚未尘埃落定，但亚当斯已决定挑选“充满活力的中年人”，对抗此后源源不断的民主共和党总统。他选中国务卿马歇尔:1063–1064，后者与斯托德特是亚当斯信任的少数内阁官员，也是亚当斯入主白宫后首批向他问好的人:550。亚当斯1月31日签发委任状，参议院立即批准:560。马歇尔持续任职30余年，对最高法院的影响经久不衰。他以深思熟虑的国家民族立场解读宪法，确立联邦政府司法机构与行政、立法机构的平等地位。:411
联邦党人在1800年大选全线溃败，白宫和国会两院均落入民主共和党之手。第六届国会跛鸭议程于1801年2月批准人称“《午夜法官法》”的司法条例，在联邦地区法院和最高法院间新增上诉法院。亚当斯3月2日任命法官，参议院次日（即总统卸任当天）夜间批准，反对派讽刺新法官为“午夜法官”。第七届国会开幕后，占绝对多数的民主共和党通过《1802年司法条例》，废除新设立的法院，大部分“午夜法官”因此失业。:408–410

## 卸任后（1801至1826年）

### 初期
亚当斯回到昆西后在匹兹菲尔德务农并开始写自传，但多次中断后放弃，没有经过编辑:421–423。他把精力投入农活:435，经常在农场周边劳作但大部分体力劳动交给雇工:1075。他生活节俭，1801年靠总统薪酬已积累可观财富，但存有他1.3万美元资金的伯德、萨维奇与伯德银行1803年倒闭，约翰·昆西以12800美元买下匹兹菲尔德等父亲位于昆西和韦茅斯的房产解决危机:435。亚当斯卸任后前四年基本没和他人联系，后来才与沃特豪斯、拉什等老友恢复联络:426。
亚当斯基本不对公共事务表态。他从未公开谴责杰斐逊总统，认为“我们应该尽可能公正地支持各届政府，而不是系统化地反对，不论对错都反对他们所有政策，贬低他们的品格”:595。求官不得的卡兰德心生愤恨反指杰斐逊与莎麗·海明斯有染，亚当斯依然不置一词:579–585。1803年约翰·昆西当选参议员，不久他和父亲跨越党派立场支持杰斐逊的路易斯安那購地:586。杰斐逊执政期间亚当斯只牵涉一起重大政治事件，即1806年涉及梅西·奥蒂斯·沃伦的争议。沃伦是亚当斯的老友，但笔下的美国革命史却指责亚当斯“偏袒君主制”，“恃才傲物、野心勃勃”。经过激烈的信件交锋，两人恢复友谊。:594–596亚当斯只在私下批评杰斐逊总统签署禁运法，但儿子约翰·昆西却曾投支持票:598–599。1808年联邦党人控制的马萨诸塞州议会拒绝提名约翰·昆西连任，后者选择辞职。联邦党人宣称约翰·昆西不再属该党，亚当斯给儿子写信，自称卸任后早已不再认可联邦党的一切。:599
杰斐逊1809年淡出公共生活，亚当斯开始更加频繁地发表见解。他连续三年在《波士顿爱国者报》发表信件，逐句驳斥汉密尔顿1800年发布的宣传册。第一篇文章是在他回到匹兹菲尔德不久所写，“已经尘封八年”。亚当斯担心文章公布对约翰·昆西竞选公职不利，决定搁置。1804年汉密尔顿与伯尔决斗后丧生，亚当斯自觉有必要为昔日政敌面临的指控辩护，再加上儿子已经脱离联邦党加入民主共和党，他觉得公布文件也不会威胁孩子的政治前程。:429–430亚当斯支持1812年战争，他一度担心本位主义兴起，但对相伴成长的“民族特征”喜闻乐见:425–426。亚当斯支持麦迪逊1812年竞选连任:1107–1108。
亚当斯的长女阿比盖尔嫁予纽约州联邦众议员威廉·斯蒂芬斯·史密斯，但婚姻失败后回到娘家，1813年死于乳癌:430。

### 与杰斐逊通信
亚当斯回到昆西后于1801年初给杰斐逊发去短信，祝福对方总统任期幸福辉煌，杰斐逊没有回复，两人此后近12年没有任何交流。阿比盖尔1804年在没有告知丈夫的情况下致信杰斐逊，对1787年曾在伦敦与亚当斯夫妇同住的杰斐逊之女波莉去世表示慰问。双方短暂通信，但很快就因政治积怨中止，杰斐逊没有回复阿比盖尔的第四封信。除此以外，杰斐逊故居蒙蒂塞洛与亚当斯下台后所住的匹兹菲尔德直到1812年才恢复交流。:431

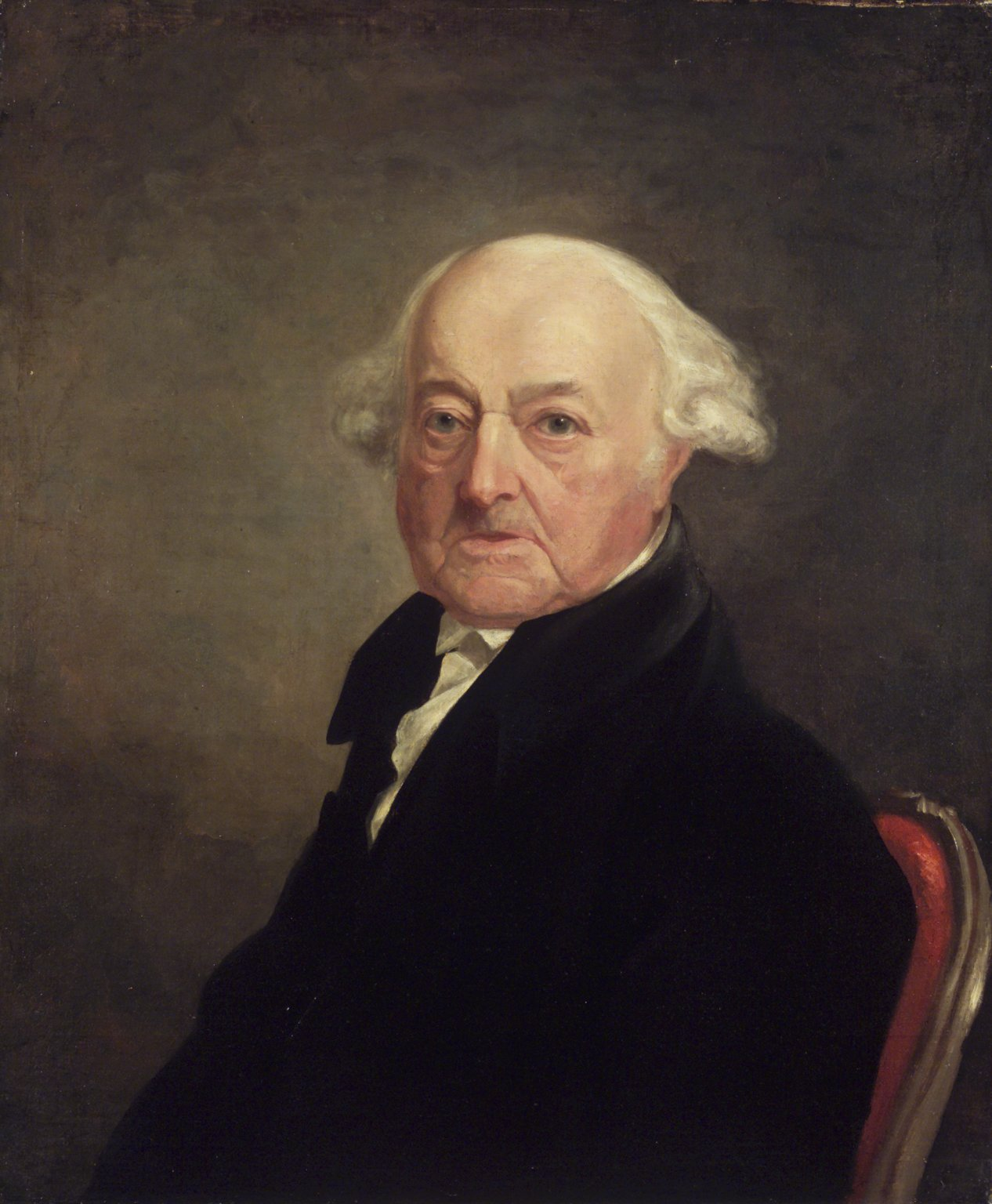
萨缪尔·摩尔斯约1816年为约翰·亚当斯画像，现藏布鲁克林博物馆

1811年对亚当斯而言非常悲惨。妻舅兼好友理查德·克兰奇与夫人玛丽相继去世，长女纳比确诊乳癌。连串打击令亚当斯变得老成，态度软化，次年初主动与杰斐逊和解。:429–430同为《独立宣言》签署人的拉什与两人都是朋友并维持通信往来，鼓励两位前总统恢复联络。亚当斯1812年元旦寄给杰斐逊两卷约翰·昆西的修辞学讲座文集，并附简短友好的短信。杰斐逊很快回信，措辞热烈洋溢，两人恢复友谊并以通信维持直到去世。这些信件如今已是美国文学的伟大遗产，代表两位革命领袖和美国总统对时代和思想的领悟。双方持续通信14年，共有158封，其中亚当斯109封，杰斐逊49封。:431–432
亚当斯起初总想探讨两人的政治作为:607，杰斐逊始终不接受，认为再怎么讨论也不可能存在任何新意。亚当斯还是想聊，称“你我死前都应该向对方解释”，杰斐逊仍然不同意后亚当斯接受，信件转向其他事务，特别是哲学与日常习惯:608。
通信随两人年纪增长逐渐减少，还有许多重要信息彼此保密。杰斐逊对建新房、家庭动荡、奴隶所有权、财务状况恶劣等问题只字不提，亚当斯也不谈儿子托马斯律师事业失败后酗酒等家庭烦恼，托马斯后来基本靠在匹兹菲尔德看家护院维生。:634

### 晚年和逝世
阿比盖尔1818年10月28日在匹兹菲尔德故居因伤寒撒手人寰:437。1824年对美国和亚当斯而言兴奋点众多：约翰·昆西参与总统大选四方角逐，拉法耶特侯爵造访美国期间拜访匹兹菲尔德，令亚当斯喜出望外:637。大选一度陷入僵局，1825年2月众议院推举约翰·昆西上任，亚当斯兴奋之余表示：“当过总统的人都不会祝贺朋友当选”:639。

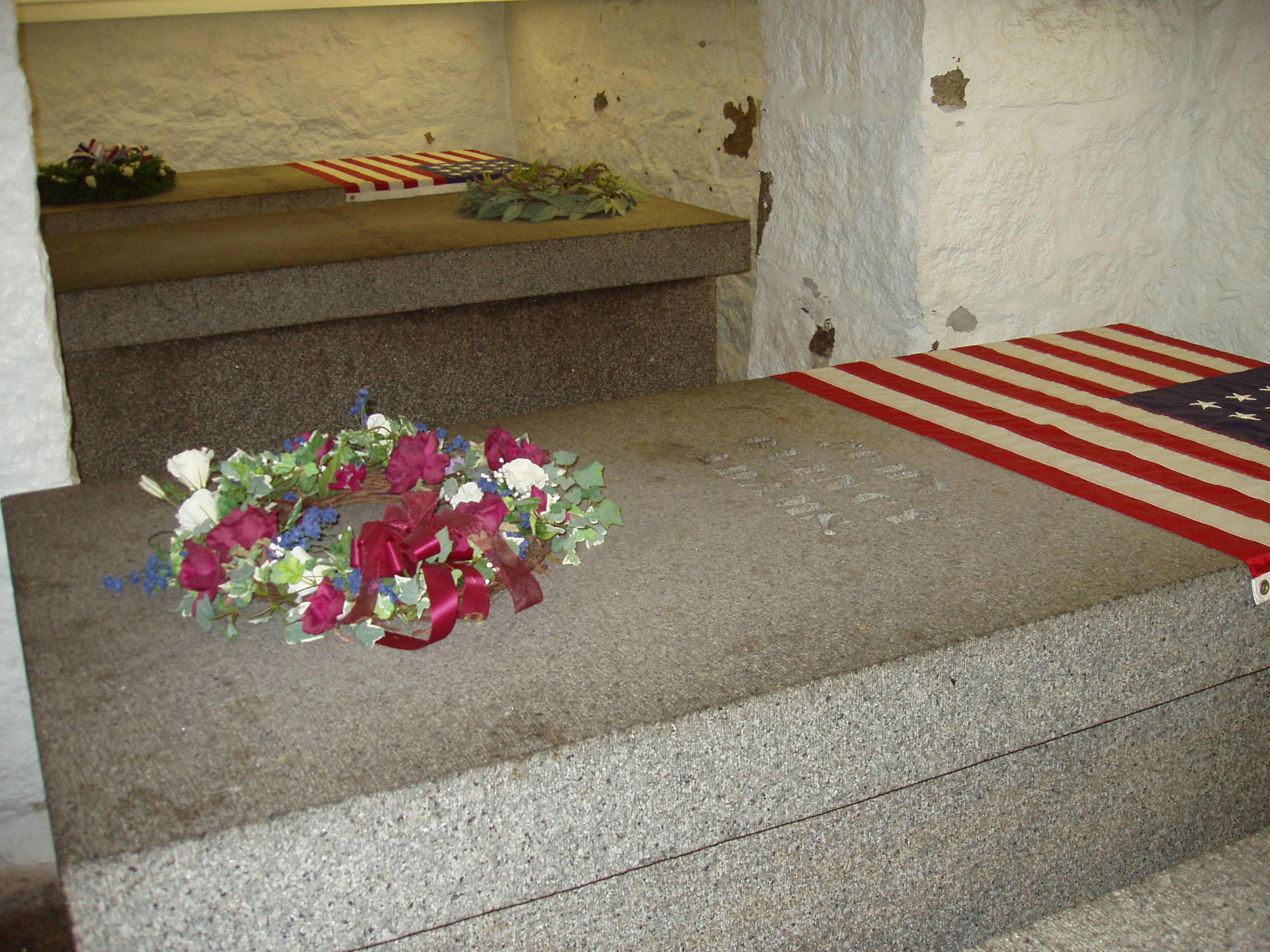
联合第一教区教堂亚当斯家族墓地，远处是约翰和阿比盖尔夫妇，近处是约翰·昆西与路易莎夫妇

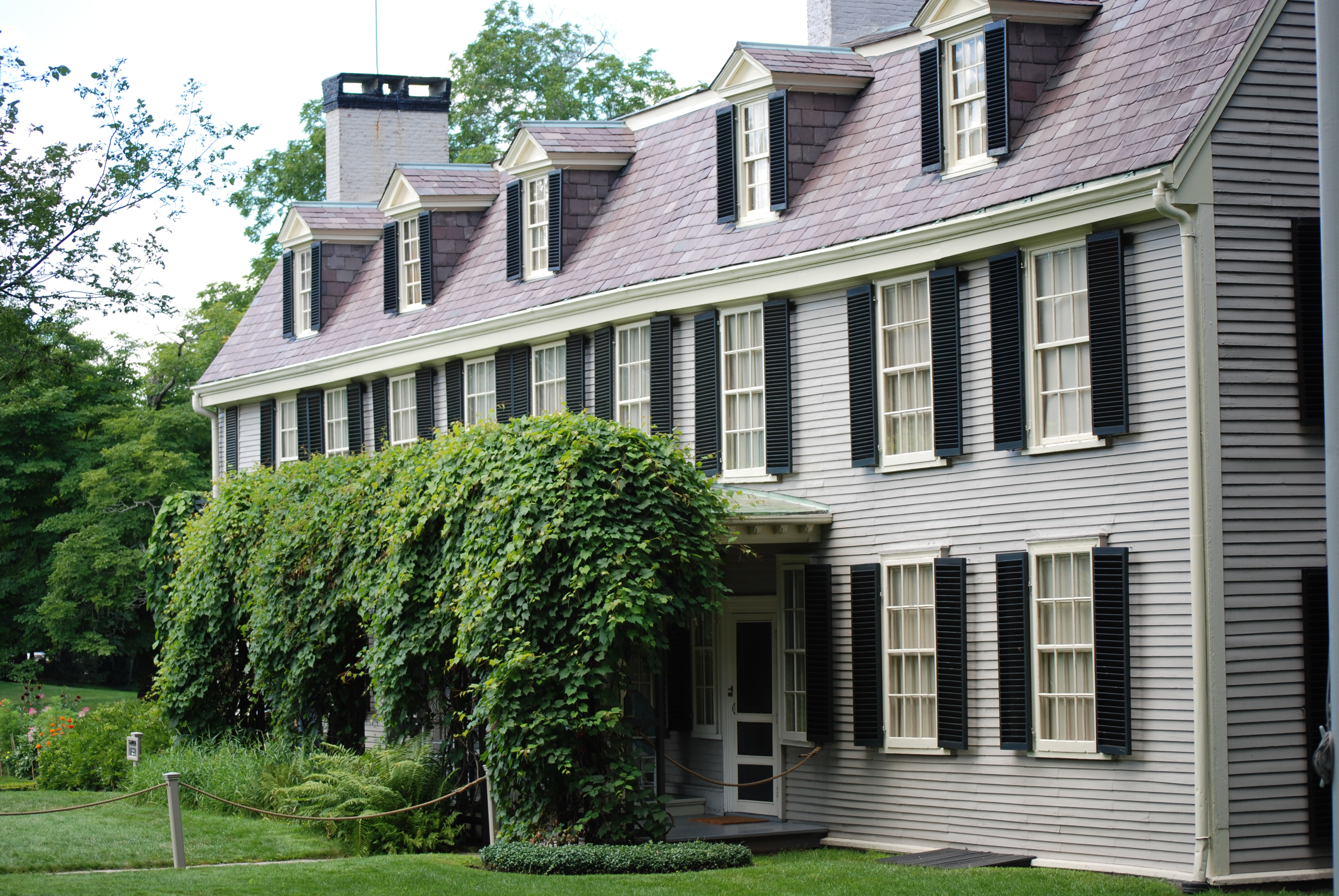
亚当斯故居匹兹菲尔德

亚当斯去世一个月前发表声明谈论国家命运，史家乔伊·哈克姆认为这是他对同胞的警告：“合众国即将在欢乐、节庆、庄严仪式下度过独立50周年纪念，我在此给予最美好的祝愿。这是人类史上值得纪念的时代，注定是未来历史最光明或最黑暗的一页，一切取决于未来人类政治思想塑造的政治制度，以及制度的利用或滥用。”
1826年7月4日是《独立宣言》通过50周年，亚当斯下午6点20分左右在匹兹菲尔德与世长辞:622。他的临终遗言是：“托马斯·杰斐逊还活着”，却不知这位老友兼对手已于数小时前谢世:646。亚当斯去世时已是鲐背之年（90歲），创下美国总统新纪录，直到20世紀赫伯特·胡佛也活超過90歲，但天數並未超越亞當斯，21世纪初才由罗纳德·里根(93歲)與吉米·卡特(100歲)超越。
亚当斯夫妇相伴长眠昆西联合第一教区教堂地下的亚当斯家族墓穴，儿子约翰·昆西和儿媳路易莎多年后也葬于此。

## 政治著作

### 《关于政府的思考》

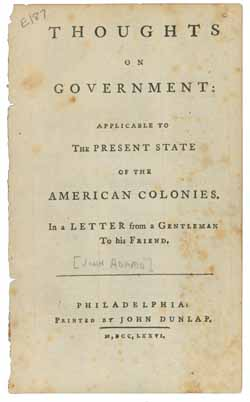
《关于政府的思考》（1776年）

首届大陆会议期间，同僚时常征询亚当斯对政府的看法。亚当斯承认政府很重要，他曾私下批评托马斯·潘恩1776年发布的宣传册《常识》，书中抨击一切形式君主制，哪怕约翰·洛克主张的君主立宪制也不能幸免。书中支持一院制立法机构，行政机构由立法机构推举并处于弱势地位。在亚当斯看来，潘恩显然更擅长破坏而非建设。:97亚当斯认为，《常识》主张“没有任何限制的彻底民主，甚至没有尝试达成任何平衡，必将导致混乱和一切邪恶”。佩恩倡导激进民主制，多数人观点不受制衡，与亚当斯等保守派意图实施的制衡制度水火不容。代表敦促亚当斯把观点写入文献，他便将之融入写给同僚的信。理查德·亨利·李对亚当斯的作品惊叹不已，征得作者同意后刊印内容最全面的信件，1776年4月匿名出版，书名《关于政府的思考》，副标题《先生致朋友的信》。众多史家认为，亚当斯作品以本书影响最为长久。:155–157
在亚当斯看来，理想政府应以追求最多人的幸福与美德为目标。他写道：“世上没有什么好政府，有的只是共和制。共和国的定义就是法律而非人之帝国，这也是《英国宪法》唯一有价值的部分。”文章为兩院制辩护，认为一院制容易受个人恶习、愚蠢、弱点左右。亚当斯建议權力分立为行政、司法、立法分支，进而主张组建大陆政府时将其权力限制在明确列举范围。大陆会议时期所有州宪法起草时均引述《关于政府的思考》为论据，亚当斯用信件抨击独立反对派。他声称约翰·迪金森因害怕共和制而拒绝支持独立，南方种族园主的反对源自担心贵族奴隶主身份面临独立威胁。:155–157

### 马萨诸塞州宪法
首次出使法国并在1779年回国后，亚当斯入选旨在制订新宪法的马萨诸塞州制宪大会。他与塞缪尔·亚当斯、詹姆斯·鲍登入选三人委员会撰写草稿，撰写任务大部分落在他肩头。《马萨诸塞州宪法》1780年批准，是首部特别委员会起草后再由人民批准的宪法，也是首部包含两院制立法机构的宪法。行政首长受行政委员会约束，拥有适当的否决权（三分之二）。司法机构保持独立，法官一经任命只要“表现良好”即可终身任职。:214–216
宪法重申个人有崇拜“至高无上存在”的“责任”，而且有权根据良知选择最适当的崇拜形式，不受外界制约:222。宪法设立公共教育体制，为所有公民子女提供三年免费教育:272。亚当斯坚信良好教育乃启蒙运动支柱，无知者更容易受奴役，知识开悟者更能保护他们的自由。1780年，亚当斯参与创办美国文理科学院。

### 《美利坚合众国政府宪法辩护》
亚当斯花费大量与家人相处的时间全身心关注政治和政府事务，观点体现独特的家庭背景，他1780年表示：“我必须研究政治和战争，这样孩子们才有空闲学习数学与哲学。我的孩子应该学地理、自然史、海军建设、航海、商业、农业，这样他们的后代才能学绘画、诗歌、音乐、建筑、雕塑、织锦、瓷器”。:174–175
亚当斯在伦敦得知各州准备召开大会修订《邦联条例》。1787年1月他出版《美利坚合众国政府宪法辩护》，驳斥安·罗伯特·雅克·杜阁等欧洲作家对国家政府框架的中伤。亚当斯认为，应该为“富人、出生名门或有能力者”单独设立参议院，防止他们主导下议院。学者认为，《美利坚合众国政府宪法辩护》表达混合政体理论，亚当斯主张好政府必须接受政治社会注定存在阶层的现实。亚里士多德时代便是平衡君主制、贵族制、民主制的混合政体，三种制度分别注重君主、贵族、平民。数十个世纪以来无论采用何种制度，都必须维持秩序与自由。
史家戈登·S·伍德认为，联邦宪法批准之际，亚当斯的政治哲学已无关紧要。美国政治思潮经过十年激烈辩论和持续高压已经转变，抛弃传统政治观，把政治视为社会等级的反映。美国对人民主权形成新认识，国家权力完全属于公民，政府代表只享有部分人民权力且时间有限。伍德认为亚当斯没看到上述演变，对旧时期政治念念不忘。:173–202但也有学者指出，伍德无视亚当斯对“共和国”的独特定义，还对传主支持人民批准的宪法视而不见。
亚当斯主张权力分立：“必须以权力对抗权力，用利益对付利益”。麦迪逊在《联邦党人文集》第51篇表达同等主张：野心必须以野心对抗，解释新宪法确立的分权原则。亚当斯坚信人类天生渴望实现野心，任由民选下议院发展就会陷入如此境地，需要上议院和行政制衡。在他看来，强有力的行政领袖能保护人民自由免遭“贵族”剥夺。
亚当斯1787年末首度看到新联邦宪法后致信杰斐逊表示“非常满意”，但对总统任命需参议院确认、宪法不含权利法案表示遗憾，觉得权利法案应在起草宪法前就定型:379。

## 政治哲学与观点

### 奴隶制
亚当斯一直没有奴隶，秉持不用奴隶劳动的原则：“我这辈子一直对奴隶制深恶痛绝，从未有过任何肤色奴隶，哪怕我活了很多年，有时拥有奴隶并不丢脸，周围最优秀的人也觉得这和高尚品格不矛盾。我为聘请自由民劳工花费大量钱财，而不是在黑奴非常便宜时购买来省钱。”革命战争爆发前，他有时代表奴隶走上法庭争取自由:77。考虑到独立需要团结，反对奴隶制无疑会招致南方极力反对，亚当斯基本不在全国政治层面讨论奴隶制。1777年他公开反对解放马萨诸塞州奴隶的法案，认为此时太容易造成分裂，主张法案“暂时搁置”。面对南方反对，他也不主张让黑人参与革命战争。马萨诸塞州约1780年废除奴隶制，亚当斯起草州宪法包含的权利法案时将之禁止。阿比盖尔公开反对奴隶制:26。

### 君主制
亚当斯对君主制和世袭政治制度优点的看法不断变化。他有时大力支持，宣称只有“世袭君主制或贵族制”才能“维护法律和人民自由”，有时又自称“君主制不可调和的死敌”，还称“世袭有限君主制在美国没有朋友”:410。反对派指责亚当斯拥护君主制，史家克林顿·罗西特不这么看，觉得传主是革命保守派，为创造“有序自由”竭力在共和制和君主制间寻求平衡。1790年亚当斯在《美国公报》发表《论达维拉》，再度警告不受限制的民主非常危险:421。

亚当斯面临许多恶意抨击，声称他企图“加冕为王”、“培养约翰·昆西继承王位”。彼得·肖认为“亚当斯面临的攻击无可避免，粗鲁之余不无偶然地发现他的确偏向君主制与贵族制（但不等于偏向国王与贵族），虽说他从未承认……最明显的是，他当上副总统后认定合众国需要世袭议会和君主……还制订大致方案，州议员任命世袭参议员，国会议员任命终身总统”。亚当斯不认可如此指控，致信杰斐逊时称：
如果你认为我想建立国王、上议院、下议院组成的政府，换言之推动美国或州政府沿用世袭行政长官、世袭参议院，你就大错特错了。我从未在任何公开和私人信件表达或暗示如此思想，也敢说任何人都不可能找出我写的这类内容。
卢克·梅维尔指出，亚当斯的立场融合两大思路：过往和当今政府实践研究，苏格兰启蒙运动涉及政治个人欲望表达的思潮。亚当斯认定富裕阶层寡头统治损害平等最为危险，为此应该用机构引导富裕阶层权力，同时靠强有力的行政机构制衡。

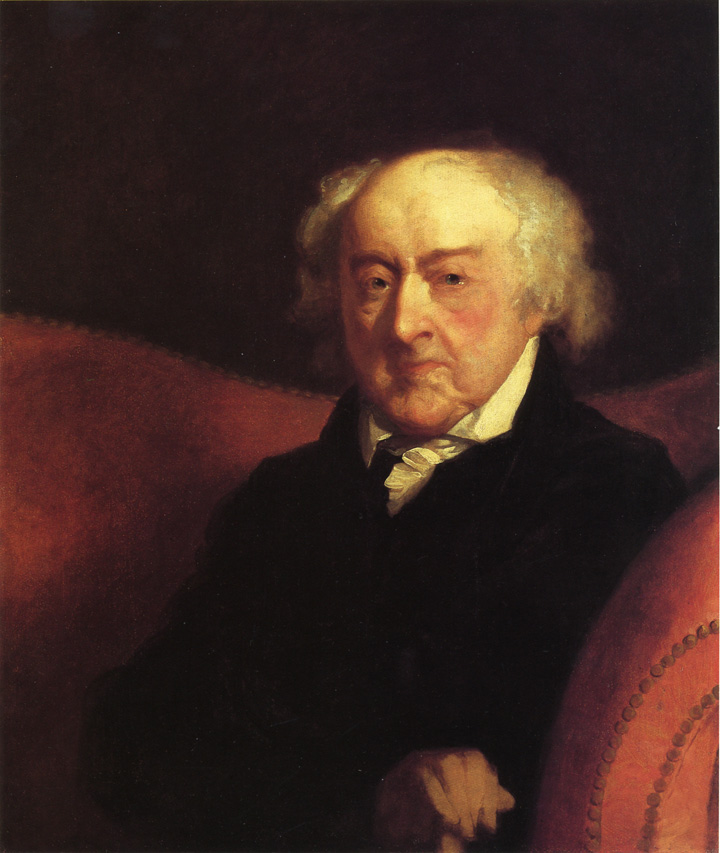
吉尔伯特·斯图尔特1823年应约翰·昆西之请创作《约翰·亚当斯》（图），是亚当斯最后的画像

### 宗教观
亚当斯的先祖是清教徒，他从小信奉公理会。传记作家戴维·麦卡洛记载：“家人和朋友眼中的亚当斯虔诚信奉基督教同时又能独立思想，这对他来说没有冲突。”:18亚当斯致信拉什时声称，先祖移民新大陸以来的成绩都应归功于宗教:22。在他看来，定期上教堂做礼拜对个人道德有利。罗伯特·埃弗里特认定“亚当斯争取以理智和常识为基础的宗教”，而且坚持认为宗教必须改变并朝完美发展。霍华德·菲尔丁称亚当斯的信仰融合清教徒、自然神论、人文主义理念。传主一度表示基督教原本注重啟示，在为迷信、欺诈、不择手段的权力服务时曲解。
格雷格·弗雷泽指出，亚当斯“显然不信奉自然神论”，只是认可自然神论许多观点并经常使用其术语。“自然神论完全不接受任何超自然活动或天神干扰主张，不相信世上存在奇迹或天神意旨……亚当斯相信奇迹、天意，而且一定程度上把《圣经》视作启示。”弗雷泽认为亚当斯秉持“理智的有神论，与其他开国元勋一样属于新教与自然神论的中间立场”。1796年，亚当斯在《理智时代》谴责潘恩从自然神论立场批评基督教：“基督教高于古今所有宗教，秉持智慧、美德、公平、人道，随便那个流氓潘恩怎么说吧”。
伍德指出，杰斐逊与亚当斯都不承认基督为神，也不承认《圣经》中的奇迹，两人的区别在于，亚当斯始终尊重他人信仰，杰斐逊甚至在私下场合嘲笑宗教情感。
亚当斯退休后不再像年轻时那样明显倾向清教徒，转朝主流启蒙运动宗教理想靠拢。他批评基督教体制造成许多不幸，但还是积极参与教务并认为社会需要宗教。他转为信奉一位论派，不再把耶稣神化。:433–434

## 影响

### 历史声誉
富兰克林如此总结许多人对亚当斯的看法：“他对国家满怀好意，永远真诚，基本保持明智，但有时对有些事完全失去理智”:518。亚当斯长期服务公共事业，成绩可圈可点，为人极其正直和爱国，但他虚荣、固执、脾气暴躁，以致时常陷入无谓的麻烦。他强烈预感会遭历史遗忘和低估，情绪往往体现在嫉妒并言语抨击其他开国元勋上。:310:520
史家乔治·赫林认为，美国开国元勋以亚当斯思想最独立:89。他正式加入联邦党却又自成一派，与联邦党的分歧不比与民主共和党少:647。他人眼中的亚当斯往往“易怒”，面对普遍反对时勇于决策，令他更加坚韧:89。亚当斯晚年自承太争强好胜，有损总统威严，身为总统他“不甘默默忍受，往往报以叹气、哭诉、抱怨甚至尖叫。必须承认我还会咒骂，令我颇感羞耻、难受”。:57固执是亚当斯的显著特征，对此他不觉得有什么问题：“感谢天神，让我在自知正确时保持固执”:272。他决心与法国达成和平，同时维持防御态势，导致支持率下跌，对连任落选影响很大:90–91；大部分史家认可他任内避免两国全面开战，但签署《客籍法和惩治叛乱法》几乎招来一致谴责。

弗林认为，亚当斯的政治哲学与美国发展方向“步调不一致”。亚当斯重视秩序与法治，杰斐逊主张自由和弱势中央政府，美国此时更倾向后者。亚当斯淡出公众视野后，杰斐逊民主与傑克遜民主你方唱罢我登场，先后主导美国政坛，亚当斯基本为人遗忘。:4后人提到他的名字时往往意在贬损。1840年总统大选期间，民主党抨击辉格党候选人威廉·亨利·哈里森“曾支持约翰·亚当斯”。亚当斯还沦为主张州权人士的抨击目标，南北战争期间极力支持美利堅聯盟國的爱德华·波拉德写道：
来自北方的首任总统约翰·亚当斯宣扬“国家”权力超出各州及其公民，还企图落实。新英格兰和中部各州的强大公众情绪都支持他篡权。主张从严解读宪法的人们很快提高标准，反抗他的险恶用心和缪误。
进入21世纪后，亚当斯仍不及大多美国开国元勋有名，这也正如他所料。麦卡洛就称“亚当斯面临的困境就是大部分美国人对他一无所知”。有线电视新闻网的托德·利奥波德2001年撰文，称后人对亚当斯的印象就是“在华盛顿和杰斐逊之间当过一任总统，身材矮小、略胖，与体瘦的高个同僚对比更显矮小，为人虚荣”。弗林指出，亚当斯一直“诚实、敬业”，长期服务公共事业。但同僚在军事、政治领域的巨大成就和鲜明人格往往更加耀眼，令亚当斯黯然失色。:2–3吉尔伯特·希纳尔1933年为亚当斯立传，称传主“坚定、诚实、固执之余又有点狭隘”:vi。佩奇·史密斯1962年出版两卷亚当斯传记，认为佩恩等激进派承诺的改革预示无政府状态和苦难，赞扬传主与之对抗。弗林1992年为亚当斯立传，称“亚当斯最大的敌人便是自我”，批评传主“小气……嫉妒、虚荣”，不该经常与妻儿分隔，但称赞亚当斯愿意承认不足并努力克服。彼得·肖1976年出版《约翰·亚当斯为人》，弗林总结书中的亚当斯“一直在与自我交战”，他渴望名声和认可，最终招来虚荣指控。:3–4
麦卡洛2001年出版传主同名传记，书中称赞亚当斯前后一致，为人诚信，对于总统头衔之争、黎明前就离开白宫等争议举动或轻描淡写，或着重解释；对传主的老友和对手杰斐逊持批判立场。图书非常热销且深受好评，与弗林的著作一起令亚当斯声誉迅速好转。2008年，麦卡洛著作改编的同名电视剧问世，保罗·吉亚玛提扮演亚当斯。

### 纪念
以亚当斯命名的美国县份、建筑等各类事物很多，如国会图书馆的约翰·亚当斯大楼便是当年亚当斯签署法案授权建造。
哥伦比亚特区没有专门的亚当斯纪念建筑，但有独立宣言56名签署人纪念碑。纪念亚当斯家族名人的亚当斯纪念堂早在2001年便获授权，但资金和建筑委员会人员一直没到位。麦卡洛对此表示：“国家首都没有任何纪念碑、雕像向他致敬，在我看来这绝对不可原谅。我们早该熟识他的人生，他的作为。”

## 扩展阅读
- Richardson, James Daniel (编).  1. Cambridge, MA: Harvard University. 1897  [2022-05-14]. OCLC 3144460227. （原始内容存档于2022-10-10）.
- Scherr, Arthur. . Santa Barbara, CA: Praeger. 2018  [2022-05-14]. ISBN 9781440859519. （原始内容存档于2022-10-10）.
- Adams, John. Carey, George Wescott , 编. . Washington, D.C.: Gateway Editions. 2001.
- Adams, John; Rush, Benjamin. Schutz, John A.; Adair, Douglass , 编. . Santa Marino, CA: Huntington Library. 1966  [2022-05-14]. ISBN 978-0-86597-287-2.
- Adams, John; Tudor, William. . Princeton, NJ: Hews & Gloss. 1819  [2022-05-14]. OCLC 33610833. （原始内容存档于2022-10-10）.
- Adams, John. Wroth, L. Kinvin; Zobel, Hiller B. , 编. . Cambridge, MA: Harvard University Press. 1965  [2022-05-14]. ISBN 978-0-674-52250-3. （原始内容存档于2021-06-19）.
- Hogan, Margaret; Taylor, C. James (编). . Cambridge: Harvard University Press. 2007  [2022-05-18]. （原始内容存档于2022-10-06）.
- Butterfield, L. H. (编). . Cambridge: Harvard University Press.   [2022-05-18]. （原始内容存档于2022-10-10）.
- Taylor, Robert J. (编). . Cambridge, MA: Harvard University Press.   [2022-05-18]. （原始内容存档于2022-10-10）.